# Московская железная дорога
Моско́вская желе́зная доро́га (МЖД) — один из 16 территориальных филиалов ОАО «РЖД». Обслуживает большую часть территории Центрального федерального округа, четырнадцать субъектов Российской Федерации, в том числе пять полностью или почти полностью — Брянскую, Калужскую, Орловскую, Смоленскую, Тульскую области, четыре — бо́льшую часть — Курскую, Московскую, Рязанскую области, город Москву и в пяти субъектах отдельные участки — Республику Мордовию, Белгородскую, Владимирскую, Липецкую и Тверскую области. В зоне обслуживания Московской железной дороги живёт около 30 млн человек, это примерно 27 процентов населения России.
Ежегодный объём перевозок пассажиров — 770 млн (2019), это 1-е место на сети РЖД, 61 % от её пассажирооборота. Московская магистраль обеспечивает 64 % пригородных и 25 % дальних перевозок сети РЖД (2015). Объём погрузки на МЖД в 2019 году — 72,5 млн тонн (около 5 % от сетевого тоннажа), по числу грузовых отправок МЖД находится на 2-м месте сети РЖД после Западно-Сибирской железной дороги. В 2019 году начисленная выручка за грузовые перевозки МЖД превысила 94 млрд рублей.
Московский железнодорожный узел — крупнейший железнодорожный узел в СНГ и один из крупнейших в мире. Здесь сходятся 11 радиальных направлений, которые объединяются двумя кольцевыми линиями — Малым кольцом МЖД длиной 54 км и Большим кольцом длиной 558 км.
В XXI веке на МЖД реализован крупный инфраструктурный проект — Московское центральное кольцо, запуск движения состоялся 10 сентября 2016 года.
С 2018 года крупнейший инфраструктурный инвестиционный проект на полигоне МЖД — Московские центральные диаметры, всего до 2024 года планируется запустить 5 маршрутов. Запуск первых двух состоялся 21 ноября 2019 года.

## Общая характеристика
Образована 14 июля 1959 года, до 21 августа 1959 года называлась Московско-Курско-Донбасская железная дорога. В 1966 году награждена орденом Ленина. С 2003 года — филиал ОАО «Российские железные дороги». С 2011 года дорога состоит из семи регионов — Московско-Курского, Московско-Рязанского, Московско-Смоленского, Орловско-Курского, Смоленского, Тульского, Брянского.
По состоянию на осень 2017 года на дороге расположено 444 станции и раздельного пункта с постами электроцентрализации. Развёрнутая длина дороги — 13 000 километров, эксплуатационная длина — 8984 километра, вторая в России по протяжённости железная дорога, после Октябрьской железной дороги. На полигоне МЖД в 2018 году находится 1460 железнодорожных переездов, среди них 278 охраняемых. Численность сотрудников на август 2018 года во всех сферах деятельности — 70,4 тыс. человек, это в 5 раз меньше, чем в 1959 — год основания дороги (350 тыс.). Средняя месячная зарплата персонала на перевозках МЖД — 58,6 тыс. рублей в месяц при среднемесячной зарплате в Москве 92 тыс. рублей (октябрь 2018).
По состоянию на 2017 год с вокзалов Москвы в сутки отправляются 127 дальних пассажирских поездов, 2374 пригородных поезда и «дневных экспрессов». Всего по Московской дороге курсируют 237 пар пассажирских поездов, транзитом через Московский железнодорожный узел следуют 46 пар пассажирских поездов, 2500 грузовых поездов. Эксплуатационная длина главных путей МЖД составляет 8,9 тыс. км, из них электрифицировано 4,4 тыс. км (или 48 %). Развёрнутая длина — 18,7 тыс. км. Во всех сферах деятельности МЖД работает 70,4 тыс. человек (2018). На полигоне дороги расположены 549 станций, включая 11 пассажирских, 8 сортировочных (2019). Перевозки обеспечивают 15 эксплуатационных, 11 ремонтных локомотивных депо, 6 вагонных эксплуатационных депо, моторвагонное депо Дирекции скоростного сообщения Подмосковная, 13 пригородных моторвагонных депо, 31 дистанция пути, 18 дистанций электрификации и энергоснабжения, 19 дистанций сигнализации, централизации и блокировки, 10 путевых машинных станций и 4 механизированных дистанции пути.
По состоянию на 2015 год Московская магистраль осуществляет 25 % дальних пассажирских перевозок и 64 % пригородных перевозок в стране. В 2012 году перевезено 595 миллионов пассажиров, из них в пригородном комплексе 568 миллионов (в среднем 1,5 млн в сутки). Столичная магистраль ежесуточно отправляет 3000 электропоездов, интервал движения на самых напряжённых (Ярославское, Горьковское, Рязанское, Курское) направлениях, где возможно одновременное движение по четырём главным путям, составляет 4-5 минут. Дальние пассажирские перевозки в 2016 году составляют 237 поездов в сутки отправлением из Москвы и 46 поездов, следующих через Мосузел транзитом. Грузовые перевозки — до 1000 поездов в сутки, это 25 % всех грузовых перевозок по сети ОАО «РЖД».
По объёму погрузки дорога занимает 7-е место на сети РЖД, по перевозке контейнеров (в среднем 615 ежесуточно) — третье место на сети, в границах полигона МЖД перевозится 10 % сетевого объёма контейнерных грузов. Всего МЖД перевозит в год около 68—70 млн тонн грузов; 34 номенклатуры (наиболее высокодоходные — нефтеналивные, контейнеры, автомобили, промышленные товары и метизы, цемент, цветные металлы и металлоконструкции, лом чёрных металлов
). На нивах полигона МЖД ежегодно собирается 10-13 млн тонн зерна (что составляет около 10 % от общероссийского урожая), существенная часть его отгружается по железной дороге. Наивысшие на полигоне МЖД показатели по отгрузке имеет Михайловский горно-обогатительный комбинат, по выгрузке — Новолипецкий металлургический комбинат. По грузовой работе на МЖД лидирующие позиции с большим отрывом всегда занимает Орловско-Курский регион, на полигоне которого находятся комбинаты-гиганты, лидеры российской металлургической и горнодобывающей промышленности.
На МЖД сосредоточены ведущие отраслевые НИИ и опытные полигоны, в 2011—2013 годах на базе Щербинского экспериментального железнодорожного кольца МЖД и НИИАС на железнодорожном транспорте создают совместные центры и лаборатории для внедрения инновационных технологий.
МЖД является новатором в организации интермодального сообщения. В 2002 году запущен первый в России Аэроэкспресс по 50-километровой модернизированной линии в аэропорт Домодедово, с 2004 года курсируют экспресс-поезда в города Подмосковья (компания Регион-экспресс, РЭКС), а с 2005 года курсируют аэроэкспрессы в аэропорты Шереметьево, Внуково.
С декабря 2009 года из Мосузла начали движение первые в России скоростные поезда «Сапсан», курсируют из Москвы в Санкт-Петербург и Нижний Новгород. Это самый рентабельный проект на сети РЖД. В 2019 году планируется проект новой высокоскоростной магистрали Санкт-Петербург — Москва — Нижний Новгород с бюджетом 2,3 трлн рублей; пуск проходящего по МЖД нижегородского участка намечен на 2024 год.
На МЖД действует система подготовки, повышения квалификации кадрового потенциала и создания действующего резерва. Ежегодно в 28 центрах технического обучения во всех 7 регионах дороги с отрывом от производства проходят обучение около 4000 руководителей и работников основных профессий. Лучшей на сети РЖД называл в 2019 году Московскую железную дорогу первый президент ОАО «РЖД», первый министр путей сообщения Российской Федерации Геннадий Фадеев.
Адрес управления железной дороги: 107996, Москва, Краснопрудная улица, 20. Начальник — Валерий Фаритович Танаев (с 28 февраля 2022 года).

## Предыстория

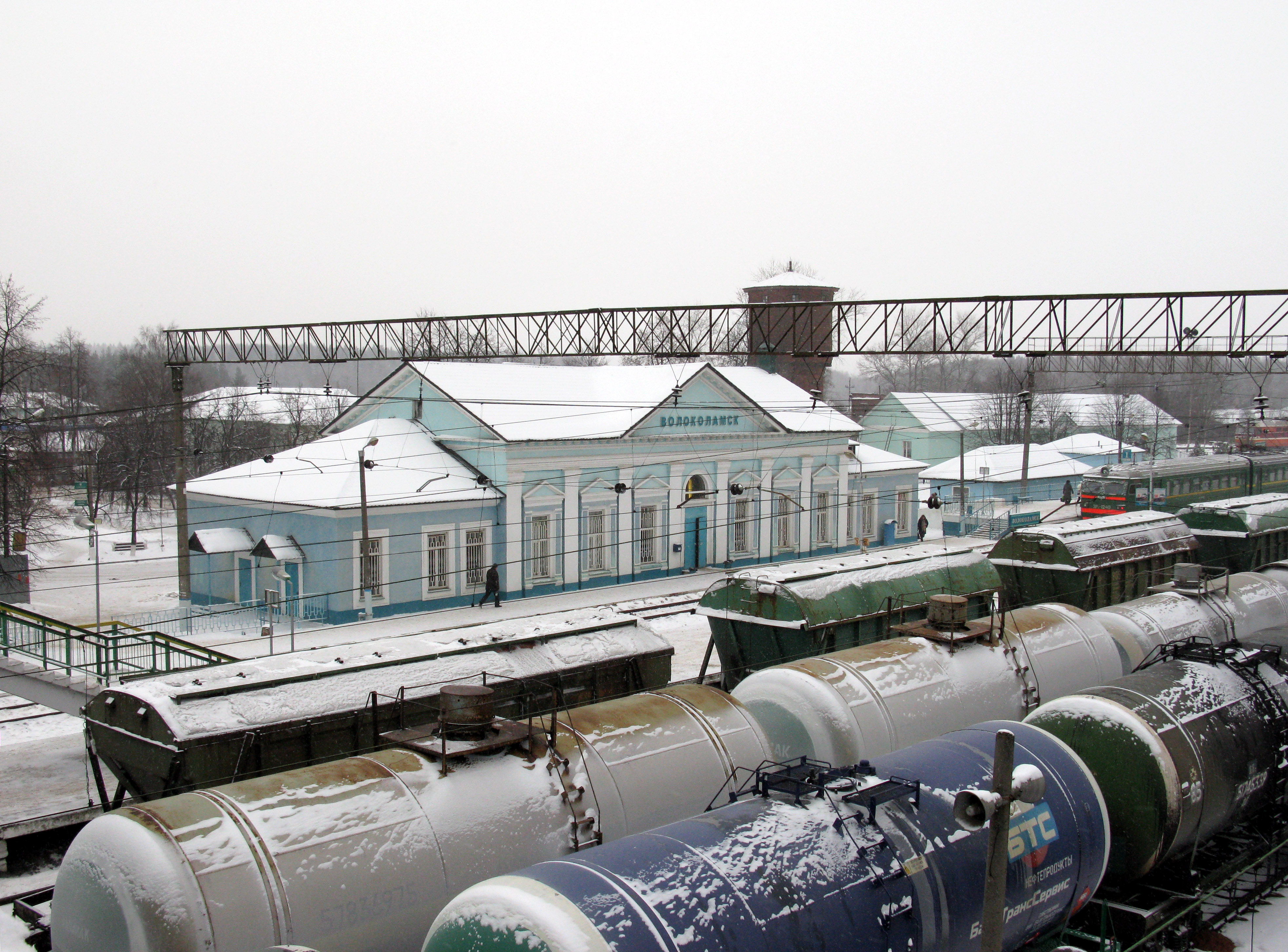
Станция Волоколамск

В 1860-х годах в Московской губернии наблюдался настоящий бум железнодорожного строительства. В 1861 году было открыто движение поездов из Москвы до Петушков, а 1 (13) августа 1862 года — до Нижнего Новгорода. В 1862 году началось движение поездов из Москвы до Сергиева Посада. В 1862—1865 годах построена линия на Рязань, проходящая через Воскресенск и Коломну. В 1866—1868 годах строится линия Москва — Серпухов — Тула — Орёл — Курск. В 1870 года открылись для движения линии от Сергиева Посада до Александрова и от Москвы до Смоленска через Можайск. В 1880 году протяжённость железнодорожных линий, входящих ныне в структуру дороги, превысила 2000 км.
Новый бум железнодорожного строительства в Московской губернии происходит на рубеже XIX—XX веков. В 1898 году была построена линия Москва — Сухиничи — Брянск. В 1900 году Рязано-Уральская железная дорога протянула свою линию в Москву от Павельца, в том же году была построена линия на Савёлово, а в 1901 году — на Шаховскую. В 1908 году завершилось строительство Малого кольца (Окружная железная дорога) протяжённостью 54 км. В 1912 году от Москвы через Черусти и Люберцы II прошла линия до Казани. В результате, был окончательно сформирован Московский железнодорожный узел — состоявший из соединённых кольцом 11 радиальных линий и ставший крупнейшим в Российской империи.
В 1929 году в Московском регионе электрифицируется первый 18-километровый участок Москва — Мытищи и с 3 августа 1929 года по нему начали курсировать первые пригородные электропоезда серии С. Это был самый востребованный участок в Подмосковье, по нему курсировали составы с паровозом со скоростью 16 км/ч, которые не справлялись с пассажиропотоком. Электросекции нового пригородного поезда состояли из одного моторного и двух прицепных вагонов, а максимальная скорость электрички достигала 85 км/ч. В одном из вагонов было устроено багажное отделение. Пассажирские вагоны были только 3 класса и окрашены в зелёный цвет, который потом 80 лет в СССР и России (до ребрендинга электропоездов РЖД) был основным для электричек. Токоприёмники электрички подключались к системе электроснабжения постоянного тока с напряжением 1500 В. Для обслуживания и ремонта подвижного состава на станции Москва-2 было построено депо, носившее до 1933 года название «Основное электродепо Москва-2 Северных железных дорог», ныне это крупнейшее на Московской железной дороге моторвагонное депо Москва-2-Ярославская. Помимо большой экономии топлива, новый вид тяги дал возможность резко сократить паровозный и вагонный парк. Уже в первой половине 1930-х годов эксплуатируемые на линии Москва — Мытищи 33 моторвагонные секции высвободили 43 поездных и маневровых паровоза и около 400 пригородных пассажирских вагонов. С 1930 года на моторвагонную тягу были переведены участки Мытищи — Болшево, Мытищи — Пушкино, Болшево — Щёлково и Пушкино — Правда. По мере роста пассажиропотока число вагонов увеличилось до 9. Часть из них отцепляли на промежуточных станциях для повышения экономичности.
В ноябре 1932 года Московский электромашиностроительный завод «Динамо» выпустил первый советский электровоз ВЛ19. В 1933 году электрифицирован участок Москва — Люберцы I. В 1936 году на станции Люблино-Сортировочная была построена первая в СССР механизированная сортировочная горка. К 1943 году было построено Большое окружное кольцо протяжённостью 558 км (отдельные его участки существовали ещё с XIX века).

### Великая Отечественная война 1941—1945 годы
«Железные дороги — сосуды, по ним течёт кровь страны: снаряды и хлеб, бомбы и нефть. С доверием смотрит Красная Армия на железнодорожников: это братья по оружию — один стреляет, другой подаёт патроны. Наши железнодорожники показали себя отважными бойцами. Наряду с лётчиками, танкистами, артиллеристами, моряками они делают всё для Победы. Я видел в Брянске, как работали железнодорожники под огнём. Падали бомбы, но смелые люди спокойно отцепляли вагоны с боеприпасами… Московский железнодорожный узел стал главным центром, через который шло снабжение фронта всем необходимым. Это понимало и немецко-фашистское командование. Гитлеровцы стремились перерезать все железные дороги, по которым шло снабжение столицы, усилили по ним удары с воздуха. Только на станции Московско-Рязанской дороги в конце 1941 года было совершено 159 налётов, сброшено около 900 фугасных и тысячи зажигательных бомб. Враг бомбил депо, водокачки, станции, поезда. И несмотря на это, дорога выгружала 7-8 тыс. вагонов <ежесуточно>. Немало железнодорожников принимали участие не только в строительстве линии обороны под Москвой, но и с оружием в руках защищали столицу. Когда настанет День Победы, наши бойцы первые вспомнят о железнодорожниках…»
С началом Великой Отечественной войны ради бесперебойного функционирования железных дорог все машинисты были освобождены от призыва на фронт. Важную роль в период войны сыграла Московско-Окружная дорога. Только за октябрь и ноябрь 1941 года в Мосузел поступило 315 тыс. вагонов с войсками, техникой, снаряжением и боеприпасами. По Малому кольцу были эвакуированы из Москвы крупнейшие промышленные предприятия, а затем, когда советские войска перешли в контрнаступление, перебрасывались на фронт из восточных регионов страны (где располагались заводы) танки, тяжёлые вооружения, боеприпасы. В годы войны паровозы Московского железнодорожного узла работали на подмосковном угле.
Московские локомотивщики выдвинули и осуществили идею создания специальных паровозных подразделений для прифронтовых перевозок. Это были колонны паровозов особого резерва Народного комиссариата путей сообщения (ОРКП). Первые четыре такие колонны формировались в локомотивном депо имени Ильича. Кроме паровозов серии Э или СО, достаточно мощных, но не таких тяжёлых как ФД, в составе колонны были и турные теплушки для личного состава.
12 декабря 1941 года, в ходе Битвы за Москву газета «Московский железнодорожник» опубликовала статью писателя Ильи Эренбурга «Судьба Победы». В статье, посвящённой работникам стальных магистралей Московского железнодорожного узла, содержится исторически первое в русской литературе употребление словосочетания «День Победы». В статье, в частности, говорилось (см. врезку):

### 1946—1959 годы
После окончания войны, в 1947 году прошли структурные преобразования: создан Центральный железнодорожный округ в составе Московско-Курской, Московско-Донбасской, Московско-Рязанской, Московско-Киевской, Московско-Окружной и Северной железных дорог, это обеспечило лучшую координацию работы и стало предпосылкой к организации единой железной дороги.
В 1945—1952 годах электрифицированы пригородные линии Московского железнодорожного узла. Электропоезда в виде электросекций стали курсировать по Рижскому направлению до Нахабина, по Савёловскому направлению — до Бескудникова, по Курскому направлению — до Львовской, по Белорусскому направлению — до Одинцова, Голицына и Звенигорода, на Павелецком направлении — до Домодедова, на Киевском направлении — до Апрелевки. Грузовые перевозки электровозами стали выполняться на участках Москва — Серпухов и Москва — Александров. Провозная способность дорог, переведённых на электротягу, увеличивалась по сравнению с паровой в 1,5-2 раза; большая экономия была получена на угле.
В 1956 году принято постановление ЦК КПСС и Совета министров СССР «О генеральном плане электрификации железных дорог»: за 15 лет предстояло перевести на электротягу около 40 тыс. км железных дорог, а паровозную тягу заменить на тепловозную. Постепенно проведена электрификация всех линий Мосузла: Москва — Курск; Москва — Рязань; Москва — Павелец, Москва — Хутор-Михайловский; до Можайска и Волоколамска. В 1955—1956 году. При начальнике дороги Н. И. Гнапе и главном инженере В. Е. Бирюкове, первым в стране на переменном однофазном токе промышленной частоты был электрифицирован участок Ожерелье — Павелец-Тульский длиной 136 км, который стал полигоном для проверки и обкатки новой системы энергоснабжения. Сложной особенностью участка была сильно пересечённая местность с затяжными спусками и подъёмами; для преодоления которых были построены 3 тяговые подстанции, смонтирована контактная сеть, изменена конфигурация приёмо-отправочных и сортировочных путей (в 1989 году часть участка Ожерелье — Узуново была переведена на постоянный ток). В 1956 году на участке впервые в СССР пошли грузовые поезда на переменном токе. На станции Ожерелье построен блок-участок по стыкованию систем переменного и постоянного тока. Здесь же в экспериментальном режиме проверены новые, более мощные ртутные выпрямители, различные трансформаторы, впервые применены биметаллические провода.

## История

### 1959—1980 годы
С 1956 по 1970 годы Министерство путей сообщения СССР провело целый ряд изменений структурного деления сети железных дорог СССР. В результате таких изменений возникла Московская железная дорога:
- 14 июля 1959 года[51][52] в новую Московско-Курско-Донбасскую железную дорогу с управлением в Москве объединены: Московско-Рязанская (за исключением Мичуринского отделения), Московско-Курско-Донбасская, Московско-Окружная железные дороги, а также Московские отделения Московско-Киевской и Северной железных дорог, Московско-Смоленское и Московско-Рижское отделения Калининской дороги (при этом Калининская и Московско-Киевская дороги объединены в Калининскую с управлением в Смоленске). А 21 августа 1959 года Московско-Курско-Донбасская железная дорога переименована в Московскую железную дорогу[53].
- В мае 1961 года Калининская железная дорога включена в состав Московской — Смоленское, Вяземское, Калужское и Брянское отделения (Великолукское и Ржевское отделения отошли к Октябрьской)[54][55].
- Изначально участок Савёлово — Сонково с ответвлением на Углич был также передан из Северной дороги в Московскую, но не позднее 1 июня 1961 года передан в Бологовское отделение Октябрьской дороги. Решение о передаче было вызвано необходимостью осуществлять весь (на тот момент достаточно большой) грузооборот по территории Тверской области в пределах одной (Октябрьской) железной дороги[56][57].
- Междорожная станция Савёлово была передана из Московской в Октябрьскую железную дорогу между ноябрём 1967 года и 1969 годом[58][59]. Междорожная станция Петушки была передана из Московской в Горьковскую железную дорогу между 1978 и 1980 г[60][61][62].

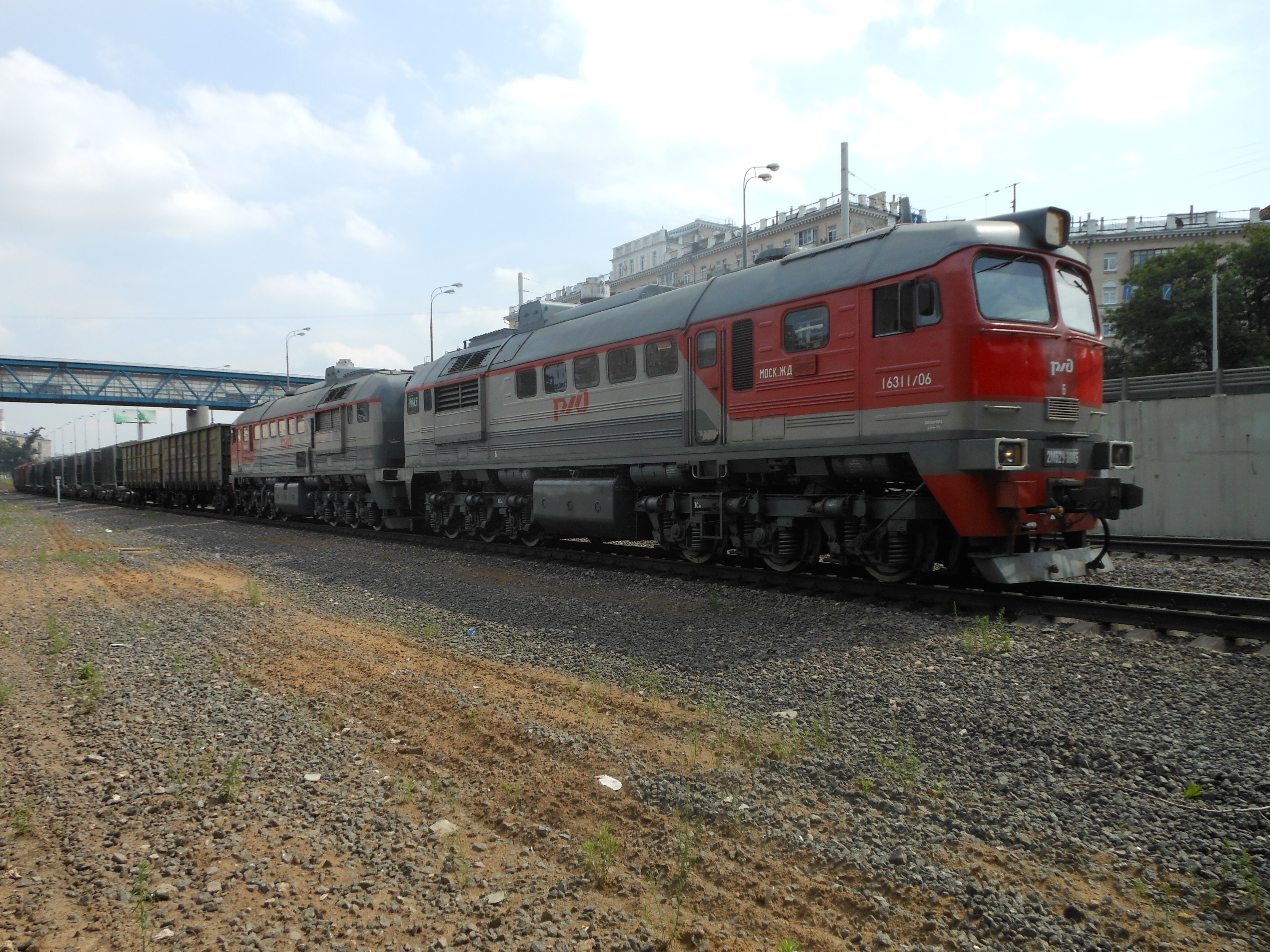
На перегоне Угрешская — Кожухово в Мосузле, июль 2012

После образования Московская железная дорога стала одной из крупнейших в СССР. Её возглавил крупный деятель железнодорожного транспорта Леонид Анатольевич Карпов, организатор переброски по железной дороге в 1943 году полумиллионного воинского контингента после Сталинградской битвы на Курскую дугу. В состав МЖД стало входить 15 отделений: Московско-Курское, Московско-Рязанское, Московско-Смоленское, Московско-Рижское, Московско-Ярославское, Рязанское, Тульское, Орловское, Курское, Каширское, Новомосковское, Калужское, Брянское, Смоленское и Московско-Окружное. Число железнодорожников, работающих на дороге, насчитывало тогда 350 тысяч человек, погрузка на полигоне МЖД составляла в 1960-е годы около 300 млн тонн в год. Л. А. Карпов вспоминал позднее:
Это была единственная в своём роде мощность — дорога с центром в Москве с одиннадцатью железнодорожными линиями из Москвы.  Её грузооборот был равен грузообороту железных дорог Англии, Франции и Италии вместе взятых, протяжённость составила 8,7 тыс. километров — расстояние почти равное [расстоянию] от Москвы до Владивостока.
Выполняя постановление Совета Министров СССР от 3 февраля 1956 г. «О генеральном плане электрификации железных дорог», в конце 1950-х — в 1960-х годах множество железнодорожных линий МЖД было электрифицировано (в основном, на постоянном токе) и реконструировано, основные магистрали превращены как минимум в двухпутные. В частности, полностью перестроено Большое кольцо общей длиной 558 км, ставшее важнейшей частью Московского узла. С 1960 года всё пригородное пассажирское движение в Московском узле обеспечивается электропоездами. В 1970—1976 годах с западной и восточной сторон от Москвы построены и открыты две сортировочные станции Бекасово-Сортировочное и Орехово-Зуево, ставшие одними из крупнейших в Европе и СССР.
В июне 1962 года машинист депо Москва-3 Анатолий Фролов первым в СССР провёл грузовой состав весом 3567 тонн, по маршруту Александров — Москва.
В 1966 году МЖД награждена орденом Ленина, а её начальнику Леониду Карпову присвоено звание Героя Социалистического Труда.
К 1965 году удельный вес электрической и тепловозной тяги на дороге достиг 76 %, а на паровозной тяге осталось 24 %. Паровозы в поездной работе на МЖД использовались до 1970 года.
В конце 1970-х — начале 1980-х годов на МЖД для повышения эффективности перевозок и снижения затрат начало развиваться длинносоставное и тяжеловесное движение. В январе 1979 года был проведён первый поезд с углём весом 6 тыс. тонн, вскоре такие поезда стали ходить регулярно. 5 марта 1980 года первым в мире грузовой состав весом 10 тыс. тонн провёл машинист МЖД, единственный среди советских железнодорожников дважды Герой Социалистического Труда Виктор Соколов (по маршруту Рыбное — Перово). При этом применялась новая технология вождения — один электровоз ВЛ10 ставили в голове состава, второй — хвосте, координация между машинистами осуществлялась по рации. После этого удачного опыта вождение поездов весом более 10 тыс. тонн на МЖД увеличивалось быстрыми темпами. Для эффективного вождения сверхтяжёлого поезда ключевыми факторами были достаточная плотность тормозной магистрали, отсутствие неисправности автосцепок, отсутствие ограничений скорости по состоянию пути, требуемое напряжение в контактной сети, чёткая работа устройств СЦБ, безотказность техники и высший класс вождения. Управление поездом весом 6-10 тыс. тонн требовало от локомотивных бригад повышенного внимания и бдительности, полной самоотдачи в течение всей поездки. При высоких нервно-психологических нагрузках особое значение имел уровень комфорта на рабочих местах машиниста и его помощника. Однако в те годы в кабине электровоза был недостаточный уровень звукоизоляции, неудобные сиденья приводили к повышенной утомляемости, туалет в движении был недоступен из-за вибрации компрессора. Конструкторская мысль не реагировала своевременно на сигналы от эксплуатантов. Данные конструктивные недостатки мешали высокопроизводительной и безаварийной работе машинистов, эти проблемы много обсуждались в советской транспортной печати. Тем не менее, благодаря тяжеловесному движению на МЖД удавалось перевозить значительно больше грузов без увеличения размеров движения.
В 1970—1980-е в реконструкцию дороги и на замену подвижного состава было вложено более 2,5 млрд рублей, это позволило значительно обновить основные производственные фонды. Развитие Московского железнодорожного узла осуществлялось на основе комплексной схемы развития транспорта в Москве и Московской области.
17 июля 1979 года с Ярославского вокзала отправился первый пассажирский поезд на Байкало-Амурскую магистраль по маршруту Москва — Тында, в пути поезд находился 7 суток.
В 1981 году построена соединительная ветвь в районе Савёловского вокзала и открыто сквозное движение поездов с Савёловского направления МЖД на Белорусское направление.

### 1981—2000 годы
- По состоянию на 1981 год в дорогу входило 15 отделений[71]. До октября 1989 года Московско-Рижское вошло в Московско-Ярославское, а Новомосковское в Тульское[72].
- Созданы грузовые комплексы для переработки грузов и контейнеров на станциях Москва-Товарная-Смоленская, Москва-Товарная-Павелецкая, Москва-Товарная-Киевская, Москва-Товарная-Курская.
- Уложены дополнительные главные пути на головных и радиальных участках Рижского, Казанского, Киевского и Павелецкого направлений, построен Савёловско-Смоленский диаметр (1981).
- Реконструированы пассажирские станции Москва-Казанская, Москва-Киевская, Москва-Павелецкая. Реконструированы и капитально отремонтированы Киевский, Ярославский, Белорусский, Павелецкий, Савёловский и Казанский вокзалы. Выполнены работы по удлинению путей на 70 станциях, увеличена длина 350 высоких платформ, что позволило пустить удлинённые (в том числе сдвоенные) поезда. На скоростных направлениях дороги уложен бесстыковой путь, главные пути поставлены на железобетонные основания.
- Последней новой линией значительной длины стала открытая в 1989 году 69-километровая хордовая линия Узуново — Рыбное, соединившая Павелецкое и Рязанское направления далее Большого кольца. Линия строилась с 1979 года, была построена на постоянном токе, однопутная с двухпутными вставками. При этом участок Ожерелье — Узуново был переведён с переменного на постоянный ток, что является уникальным случаем.
- Последними электрифицированными участками стали Волоколамск — Шаховская (1991) и Софрино — Красноармейск (1994) с заменой автономной тяги электропоездами.

В 1984 году первым в СССР провёл по железной дороге 24-вагонный пассажирский поезд машинист депо Москва-3 Анатолий Фролов, Герой Социалистического Труда (по маршруту Москва — Ярославль).
На 1990 год эксплуатационная длина дороги составляла 9281 км, в том числе электрифицированной 4311 км. К 1991 году в состав дороги входило 13 отделений, Дирекция международных и туристских перевозок, более 300 хозрасчётных предприятий (депо, станции, дистанции и пр.). В дальнейшие годы отделения массово укрупнялись путём объединения. В частности, в 1995 году Московско-Окружное отделение было объединено с Каширским, образовав Московско-Павелецкое; в 1996 году Калужское отделение разделено между Московско-Смоленским, Брянским и Смоленским; в 1998 году Московско-Ярославское разделено между Московско-Курским и Московско-Смоленским; в 2001 году Московско-Павелецкое отделение присоединено к Московско-Курскому, а Орловское и Курское объединены в Орловско-Курское, завершив сокращение количества отделений до семи.
В начале 1990-х протяжённость участков, оснащённых автоблокировкой, полуавтоматической блокировкой и диспетчерской централизацией, достигла 8882 км, более 21 375 стрелочных переводов было включено в электрическую централизацию управления стрелками и сигналами, автоматической локомотивной сигнализацией и автостопами оснащено 7247 км, автоматизированы все тяговые подстанции электрифицированных линий, более половины из них переведено на телеуправление.
В связи с распадом СССР в начале 1990-х границы дороги с Белорусской и Юго-Западной железными дорогами были скорректированы по границам государств. В частности, из Юго-Западной были переданы 3 участка линии Ворожба — Хутор-Михайловский, находящиеся на территории России, со станциями Локоть, Крупец и Тёткино.
К концу 1980-х дорога занимала первое место на сети дорог СССР по пассажирским перевозкам, ежегодно перевозила около 1,5 млрд пассажиров — примерно треть от общей перевозки пассажиров всем железнодорожным транспортом.
В конце 1980-х — 1990-х в связи со снижением пассажиропотока и грузопотока многие станции/разъезды на дороге лишились путей частично или полностью, став остановочными пунктами (платформами). Некоторые другие пассажирские предприятия (депо и пр.) также были заброшены/сокращены. Отменено пассажирское движение на некоторых линиях. В основном линии с отменённым движением были затем заброшены и/или разобраны, в том числе те, где было только грузовое движение. После массовой разборки линий в 1990-х отмена движения с разборкой продолжается в более медленном темпе на малодеятельных линиях до сих пор.
- В мае 1987 года была закрыта Бескудниковская железнодорожная ветка — единственная на тот момент хордовая линия в Москве, по которой осуществлялось пассажирское движение.
- Разобранные линии: второй путь Поварово II — Белый Раст (1996—2001), многие двухпутные вставки на линии Узуново — Рыбное, второй путь Новомосковская II — Урванка (1990-е), разобраны Бескудниковская ветка (1987), линия Мытищи — Пирогово (1996—2000), линия Нахабино — Павловская Слобода (1996—2007), линия Волово — Тёплое (2000), Урванка — Московская (2009)[81], линия Сазоново — Пилёво (2008—2009), Тула-Лихвинская узкоколейная железная дорога Тула-Лихвинская — Труфаново (1996; была последней остававшейся УЖД общего пользования на МЖД), линия от Климова до границы с Украиной (1997), Полпинская — Дудорево (2007—2011), Львово — Казановка (2007), восточный обход Брянского узла Козёлкино — Снежетьская — 387 км (не использовалась после постройки, заброшена/разбиралась в 1990—2000-х). Также были разобраны многие соединительные ветви вблизи узловых станций.
- Линии с отменённым (пассажирским) движением, но не разобранные: Лесной Городок — Аэропорт (1996, разобрана контактная сеть[82]), Тёплое — Белёв (1997—2004), линия Панки — Дзержинская (1997)[83], Валутино — Сошно (2001), Рославль I — Понятовка — граница с Белоруссией (2001, стала подъездным путём ст. Рославль I), Жеча — Стародуб (2001), Коренево — Рыльск (2001), Урванка — Анилиновая (2001), Суземка — Трубчевск / Белая Берёзка (2004)[84], Черепеть — Тупик (2010, пригородное), Тёткино[укр.] — Локоть (2010)[85][86], Жуковка — Клетня (2010)[87], Дурово — Владимирский Тупик (2013), Свеженькая — Морсово (2013), Унеча — Селецкая (2013), Унеча — Сураж (2014), Льгов-Киевский — Готня (2013)[88], Глушково — Ворожба[укр.] — Тёткино[укр.] (2015)[89], Рославль I — Фаянсовая (2015)[90], Козельск — Белёв (2016)[91].

В 1990-х годах на МЖД крайне острой стала проблема безбилетного проезда, с которой не справлялись контролёры; кроме того, на полигоне дороге существовало 105 категорий льготников. Доходы МЖД от пригородных перевозок катастрофически упали, а убыточность перевозок достигла максимального уровня. С 1999 года по инициативе начальника МЖД Геннадия Фадеева начата установка турникетов на станциях и платформах с наиболее интенсивным пассажиропотоком, в первую очередь в Московском узле, продолжающаяся и поныне. Первые в России турникеты появились 1 сентября 1999 года на Киевском и Рижском вокзалах. К 2019 году турникетами оборудованы почти все остановочные пункты в Москве, а также в крупных населённых пунктах Московской области.

### 2001—2009 годы
В соответствии с Законом РФ от 2002 года «Об особенностях управления и распоряжения имуществом железнодорожного транспорта», с 2003 года Московская железная дорога, как и другие железные дороги России, потеряла статус юридического лица, прибыль от хозяйственной деятельности дороги перечисляется на единый расчётный счёт ОАО «РЖД», начальник дороги действует по доверенности президента ОАО «РЖД». С завершающим этапом реформирования отрасли в 2012 году каждая из 16 дорог стала функционировать в режиме Регионального центра корпоративного управления (РЦКУ). Московская дорога — это РЦКУ № 1.
14 февраля 2004 года запущен первый маршрут пригородных экспрессов Москва — Мытищи под коммерческим названием «Спутник». Специально созданный для этого маршрута электропоезд сократил время в пути с 35 до 18 минут. В последующие годы поезда-экспрессы были запущены по некоторым другим направлениям.
В 2002—2008 годах с московских вокзалов были запущены поезда-экспрессы в три московских аэропорта:
- В 2002 до Домодедова на линии, уже обслуживавшейся обычными пригородными поездами.
- В 2004—2005 до Внукова, для этого в 2004-м заново электрифицирована линия Лесной Городок — Аэропорт, а в 2005 — построена первая в России подземная станция пригородного сообщения.
- В 2008 до Шереметьева, для этого была построена новая двухпутная линия Лобня — Аэропорт Шереметьево.

C 2008 года маршруты переданы компании «Аэроэкспресс», фактический ставшей нарицательным названием этих маршрутов. В условиях пробок на автодорогах эти поезда стали важной частью транспортной системы Московского узла. Доля «Аэроэкспресса» в перевозке пассажиров до московских аэропортов в 2017 году оказалась самой низкой за 10 лет деятельности компании.
В 2000-х годах также принимались меры по разгрузке перегруженных линий:
- В 2003 году построен второй путь на участке Монино — Фрязево хордовой линии Мытищи — Фрязево, позволивший перенаправить поезда дальнего следования Горьковского направления на Ярославский вокзал, разгрузив участок от Москвы-Курской;
- В 2003 году электрифицирован соединительный путь между станциями Перово и Кусково, позволяющий передавать поезда на электротяге с Перово на Орехово-Зуево;
- В 2003 году электрифицирован перегон Тула I-Курская — Плеханово и 2-й путь выставочного парка Плеханово, что позволило производить безостановочный пропуск грузовых поездов на Тулу I-Курскую с Орла и обратно[97];
- В 2006 году электрифицирован один путь Митьковской соединительной ветви в Москве через станции Москва II-Митьково и Николаевка для пропуска поездов дальнего следования с Казанского/Рязанского направления на Ленинградское (Октябрьской железной дороги) или Ярославское и обратно для разгрузки Большого кольца.

В начале первого десятилетия 2000-х годов среднесуточная погрузка на МЖД, по свидетельству Владимира Молдавера, составляла 450 тыс. тонн; в год — 165 млн тонн. После Мирового финансового кризиса 2007—2008 годов погрузка на сети РЖД и, в частности, на Московской железной дороге снизилась в 2,5 раза и после 2011 года надолго стабилизировалась на уровне около 70 млн тонн в год.
Для увеличения пропускной способности линий в конце 2000-х начата реконструкция участков дороги с прокладкой дополнительных главных путей, не осуществлявшаяся более 20 лет. В 2007—2008 построен третий путь Горьковского направления Москва — Кусково, частично на существовавших малодеятельных путях, вместе с существовавшим третьим путём до Железнодорожной образовался отдельный путь для скоростных поездов. С начала 2010-х и увеличением финансирования фронт работ расширился: начали строиться 2-й путь Наугольный — Иванцево Большого кольца, 3-й и 4-й пути Смоленского направления до Одинцово, 4-й путь Горьковского до Железнодорожной, 5-й путь от Москвы до Мытищ и 4-й от Мытищ до Пушкина, 2-й путь Павелецкого от Авиационной до Аэропорта-Домодедово.

### 2009—2020 года

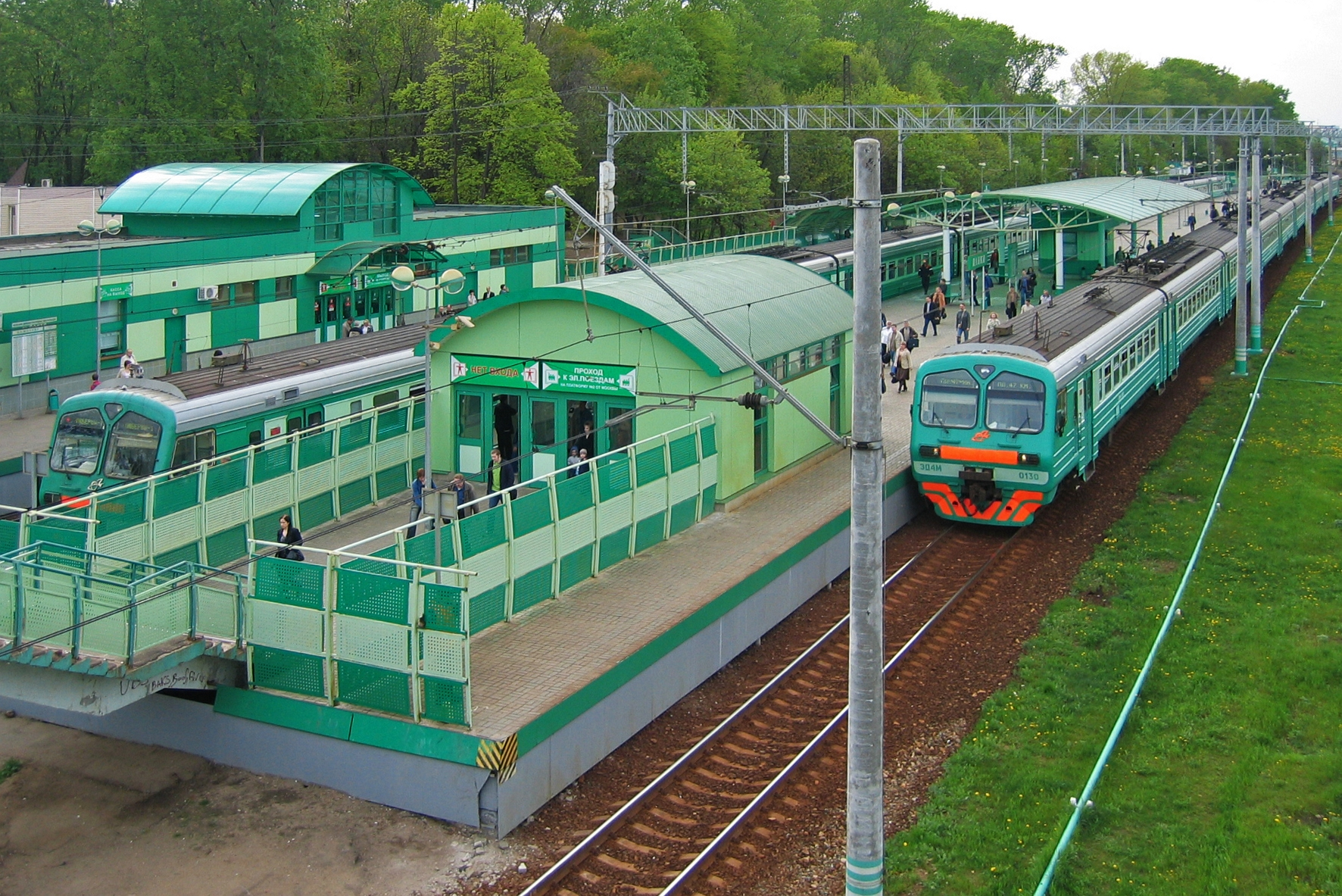
Пассажирские платформы на о. п. Панки

- С 1 ноября 2011 Центральной пригородной пассажирской компанией введён новый вид месячного абонементного проездного билета «Большая Москва», позволяющего ездить из ближнего Подмосковья (в пределах 25 км от вокзалов) в центр города по всем направлениям, включая сквозные, по цене 1570 рублей (с 1 июля 2017 года)[100][101].
- С 2011 года задействован «большой обход» вокруг Москвы с юга с тем, чтобы грузы из дальневосточных, сибирских и уральских регионов России шли на запад и в Европу в обход Мосузла.
- 18 июня 2012 года открыт Технологический центр управления пригородным пассажирским комплексом Московской железной дороги на Комсомольской площади[26][102].
- В 2013 году впервые за долгое время открыта новая линия пригородного сообщения: Солнечная — Новопеределкино в Москве, созданная в результате реконструкции и электрификации подъездного пути станции Солнечная.
- В четвёртом квартале 2014 года планировалось запустить новый экспресс Москва — Киев из вагонов Talgo, способный преодолеть расстояние в 855 км между столицами России и Украины за семь часов. Но после событий 2014 года на Украине и резкого снижения пассажиропотока между Москвой и Киевом от проекта было решено отказаться. Вместо него поезда «Стриж» с 1 июня 2015 года начали курсировать в Нижний Новгород (до 7 раз в сутки), а с 2017 года на поездах «Стриж» организовано ускоренное движение по маршруту Москва — Минск — Варшава — Берлин. Расстояние в 1896 км от Москвы до Берлина поезд преодолевает за 22 часа[25][103].
- С 1 июля 2015 года, когда вступило в действие постановления правительства РФ об ограничении перевозок тяжеловесных грузов по автодорогам, началось интенсивное переключение грузов с автотранспорта на Московскую железную дорогу, в первую очередь — стройматериалов, щебня, песка, цемента, лома чёрных металлов[31].
- 14 марта 2018 года на станции Электроугли в Подмосковье открыт новый терминально-логистический центр (ТЛЦ) «Восточный», способный принимать по железной дороге и обрабатывать 200 тысяч TEU для Московского транспортного узла. Данный ТЛЦ заменит грузовые дворы, закрытые при вокзальных станциях в Москве[104].
- Проект «городская электричка» реализован в Новомосковске[105].
- Запущены экспрессы «Ласточка» из Москвы в Тулу, Орёл, Курск, Белгород, Смоленск, Тверь, Кострому, Владимир, Иваново; поезд «Стриж» — в Нижний Новгород, ускоренные поезда в Ярославль, Рязань, Калугу. В 2018 году число пассажиров дневных экспрессов на МЖД превысило 10 млн человек[5]. Запущенный в марте 2018 года экспресс «Ласточка» в Иваново использует смешанную тягу: по участку от Владимира до Иваново поезд «Ласточка» ведёт тепловоз[106].
- В хозяйстве автоматики и телемеханики (СЦБ) внедрён электронный учёт приборов и устройств СЦБ посредством системы Глонасс[107].
- Налажено регулярное ускоренное движение контейнерных поездов из Китая (порт Далянь) по трансконтинентальному маршруту длиной 7721 км назначением в индустриальный парк на станцию Ворсино в Калужской области. Маршрут занимает 10-14 суток вместо 55 суток морским путём[108].
- С 28 апреля 2013 года начал курсировать экспресс «Ласточка» между Москвой и Нижним Новгородом, преодолевающий 440 км за 4 часа[109].
- С 1 июня 2015 года поезд «Стриж», совершающий в день до 7 рейсов, сократил время в пути между двумя городами до 3 часов 35 минут.
- С 25 октября 2018 года запущено тактовое движение электропоездов «Иволга» на модернизированной линии от Белорусского вокзала до станции Усово. С 21 декабря 2018 года запущен маршрут экспрессов от Белорусского вокзала до станции Одинцово[110]. 1 августа 2019 года открыт четвёртый главный путь на участке Москва — Одинцово[111].
- С 5 августа 2019 года запущен экспресс «Ласточка» из Москвы в Белгород (660 км), время в пути 7 часов 30 минут[112].
- C 1 ноября 2019 года запущен кольцевой межобластной маршрут ночного пассажирского поезда Москва-Павелецкая — Тула — Калуга — Москва-Киевская в обоих направлениях с остановками на станциях Домодедово, Кашира-Пассажирская, Ожерелье, Венёв, Новомосковск-1, Бобрик Дон, Узловая, Узловая-1, Тула, Тула-Вяземская, Алексин, Калуга, Калуга-1, Малоярославец, Обнинское, Балабаново. Время поезда в пути — 13 ч. 15 мин[113].
- В январе 2020 года на Ярославском направлении МЖД открыт пятый главный путь на участке Москва — Мытищи. С начала года между Ярославским вокзалом и станциями Мытищи, Болшево, Монино и Сергиев Посад начали курсировать 27 дополнительных пригородных поездов, из них 6 — экспрессы. Всего в сутки по направлению курсирует 251 пара электропоездов с интервалом 3-4 мин[114].
- В 2020 году на пересечении Горьковского направления МЖД с МЦК в составе транспортно-пересадочного узла введена в эксплуатацию первая в Москве зонная станция Нижегородская с 6 путями и 3 платформами[115][116].

### Организационные реформы
К 2011 году в состав дороги входило 7 отделений. С 1 января 2011 года вместе с другими филиалами ОАО «РЖД» перешла на работу без отделений: отделения упразднены, исключена должность начальника отделения дороги (НОД). Образовано 7 новых регионов, границы которых незначительно отличаются от границ бывших отделений, введены должности заместителей начальника дороги по территориальному управлению (по регионам). Предприятия, ранее входившие в отделения, стали выделяться в отдельные дирекции внутри ОАО «РЖД». В границах полигона МЖД теперь работают функциональные филиалы ОАО «РЖД», дочерние зависимые общества (ДЗО) и сторонние организации, контрольный пакет акций которых находится в руках частного бизнеса.
1 октября 2012 года образован Московский региональный центр корпоративного управления (РЦКУ).

### Инфраструктура

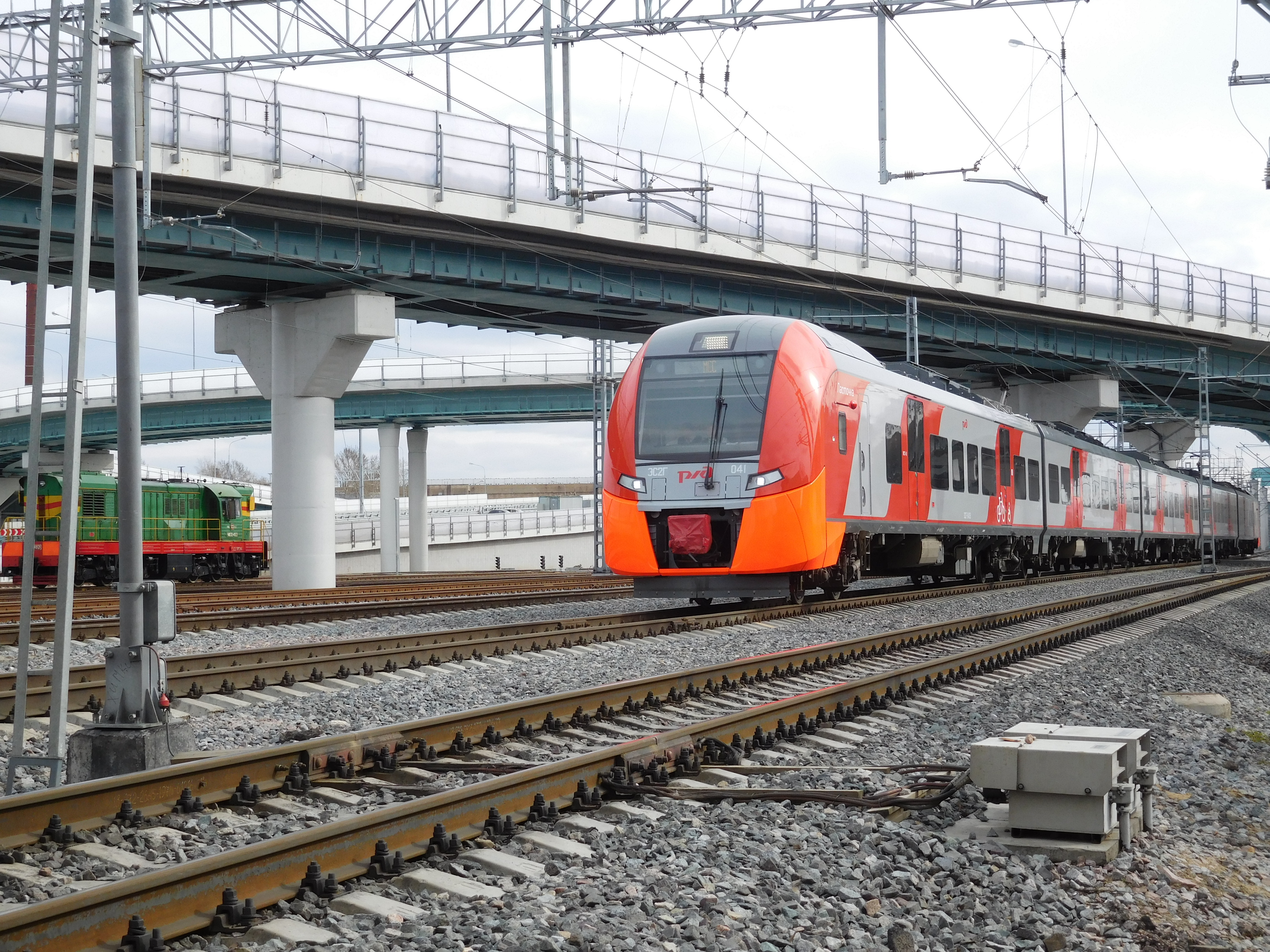
С 10 сентября 2016 года началось пассажирское движение на «Ласточках» по Малому кольцу МЖД

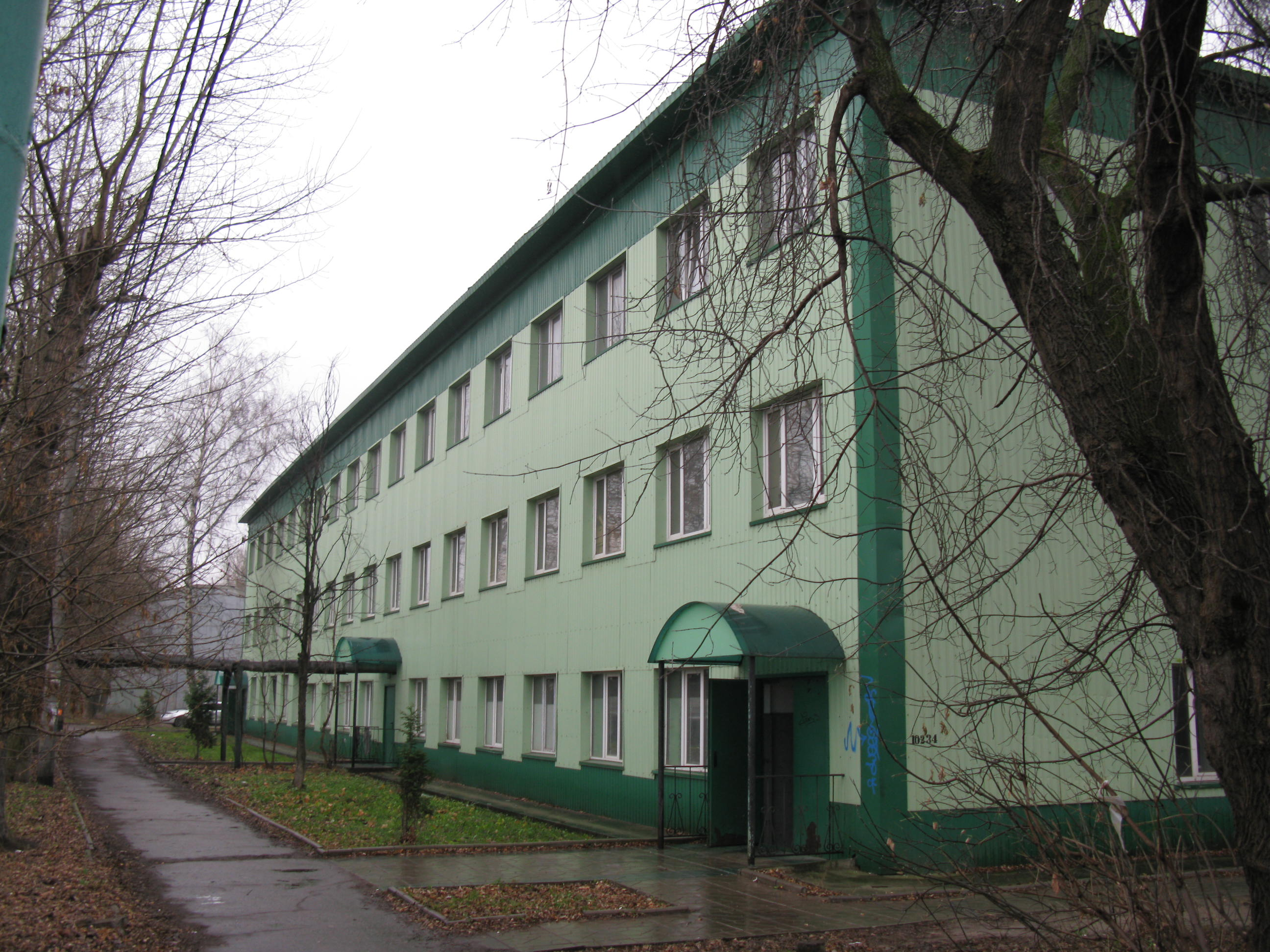
Архив Московско-рязанского отделения Московской железной дороги на станции Перово

В 2013—2016 году реконструировано и электрифицировано 54-километровое Малое кольцо в Москве. 10 сентября 2016 года запущено пассажирское движение с малыми интервалами по вновь построенным 31 остановочным пунктам. Пассажирская линия получила название Московское центральное кольцо (МЦК). На 37-километровой части кольца построен третий главный путь для грузового движения (от Пресни до Угрешской через север). Восстановлены, но пока не электрифицированы, часть соединительных ветвей с радиальными направлениями.
С 2018 года крупнейшим инфраструктурным проектом на МЖД являются Московские центральные диаметры.

В марте 2019 года Генеральная прокуратура РФ критиковала Росжелдор и РЖД в связи со слишком удорожавшими, по мнению надзорного ведомства — в 3 раза, планами развития Московского железнодорожного узла. Независимые участники рынка и эксперты, опрошенные газетой «Коммерсантъ», сочли необоснованными претензии к увеличению стоимости проектов МЦК, МЦД, развития радиальных направлений, организации скоростного движения. Вместе с тем, изучив выводы Генпрокуратуры РФ, компания РЖД обещала устранить выявленные недостатки и не допустить подобных в будущем. Незадолго до демарша Генпрокуратуры в отставку был отправлен начальник Центра по развитию Московского транспортного узла — заместитель гендиректора ОАО «РЖД» Пётр Кацыв, в первой половине 2019 года покинули свои посты начальник Московской железной дороги Владимир Молдавер и главный инженер МЖД Сергей Вязанкин.

Большой зал Управления МЖД

В 2016 году на МЖД началась реформа по специализации железнодорожных линий под пассажирское и грузовое движение. Под пассажирское движение, скоростные и ускоренные линии планируется специализировать Горьковское, Курское, Смоленское, Киевское и Павелецкое радиальные направления МЖД, а также Ленинградское направление Октябрьской железной дороги. Ярославское, Киевское, Рижское и Савёловское направления МЖД останутся ходами со смешанным движением — первый ввиду своей безальтернативности, остальные — ввиду неполной загруженности. Под грузовое движение будут специализированы Черустинский, Кустарёвский и Ряжский ходы. Актуализированной Генеральной схемой развития сети РЖД до 2030 года и стратегией специализации ходов выбран первый такой проект: под ускоренное пассажирское движение в направлении Москва — Ростов-на-Дону — Сочи — Крым будут специализированы с электрификацией участки МЖД Ожерелье — Елец через Узловую и Юго-Восточной железной дороги Ртищево — Кочетовка. После их реконструкции сюда будет переключено максимальное количество пассажирских поездов южного направления, строительство обходов крупных городов и модернизация других участков снизит время в пути от Москвы до Сочи к 2023 году с 24 до 16 часов.
В 2017 году в РЖД начат переход к новой конфигурации управления перевозками, согласно которой на сети РЖД будет 6 полигонов (Московский, Северо-Западный, Волжский, Южный, Урало-Сибирский и Восточный), МЖД образует отдельный полигон, тесно интегрированный с Северо-Западным.

### Инновации

Микропроцессорная электроцентрализация на станции Костино Большого кольца МЖД

- Московская магистраль — первая, которая начала внедрять перспективные информационные технологии, в том числе спутниковые, для мониторинга различных технологических операций.
- Стала лидером на сети по количеству абонентов инновационной сети ремонтно-оперативной радиосвязи РОРС GSM[128].
- Внедрила на участке Электросталь — Ногинск современную автоблокировку, которая способна обеспечить межпоездной интервал до 2 минут.
- Реализовала маневровую автоматическую локомотивную сигнализацию, что обеспечивает защиту от проезда маневровых сигналов. Система действует на базе выделенного радиоканала, что даёт высокую степень защищённости от всех помех.
- Внедрила систему контроля безопасности переездов, системы видеонаблюдения и оповещения пассажиров[32].

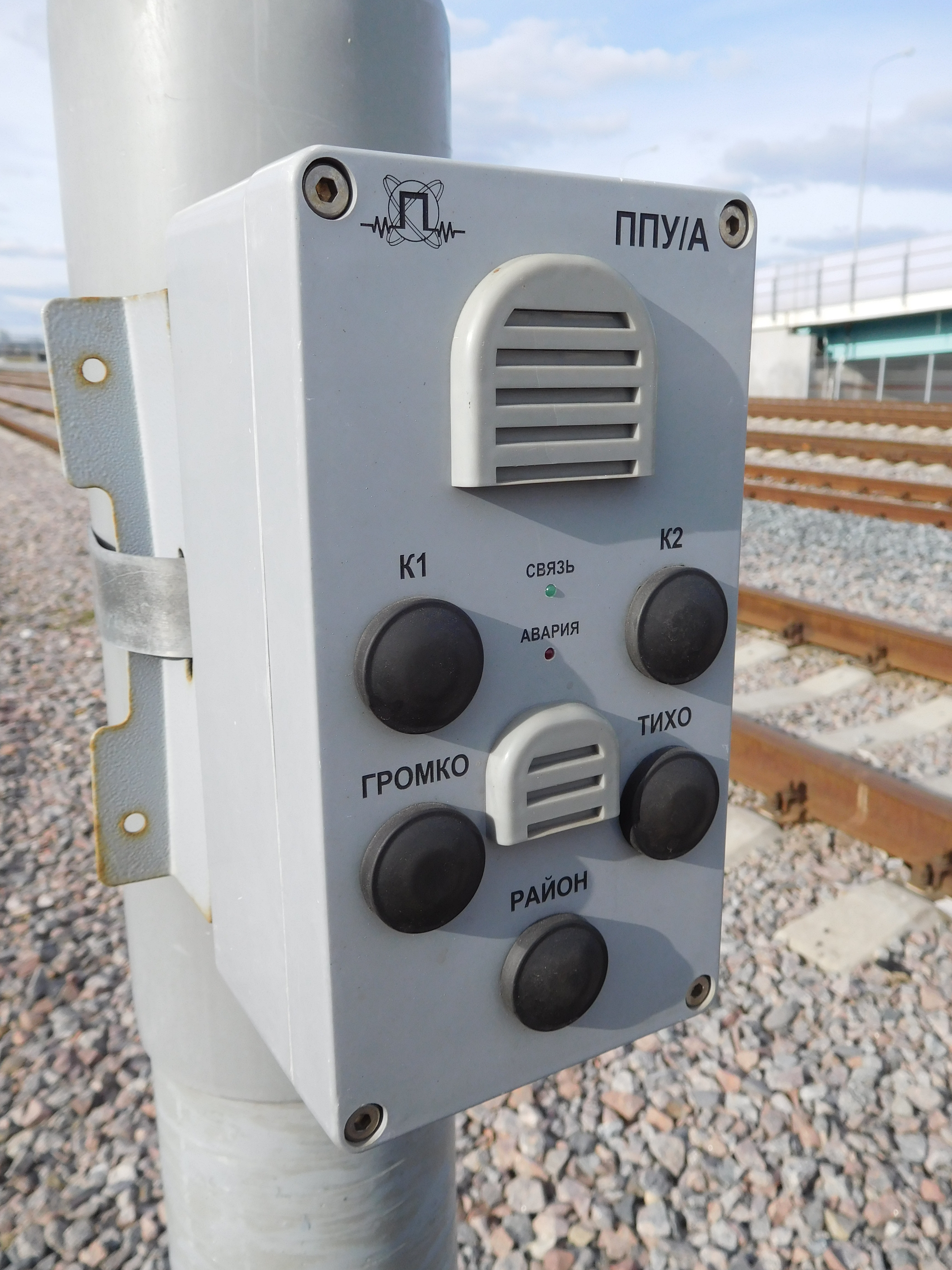
Аппарат-громкоговоритель железнодорожной парковой связи внедрён на МЖД с 2016 года

## Перспективы

### Модернизация московского узла
Развитие пригородного железнодорожного транспорта в мосузле признано одной из приоритетных задач правительства Москвы. Осенью 2012 года мэр столицы Сергей Собянин заявил о планах до 2020 года построить в Мосузле 226 км дополнительных главных путей и закупить подвижной состав на сумму 63 млрд руб. Таким образом, интервал движения электричек с 5-8 мин должен уменьшиться до 3 мин, подобно интервалам метрополитена. По планам, весь объём пригородного и внутригородского сообщения с 2020 года составит 3 млн пассажиров ежесуточно, около 1 млрд человек в год.
По состоянию на 2020 год в границах Московской железной дороги в реализации находятся проекты:
- Работы по модернизации линий для «наземного метро» от Лобни до Одинцова длиной 52 км и от Подольска до Нахабина длиной 80 километров в рамках комплексного проекта Московские центральные диаметры[118]. Реконструкция участка Алексеевской соединительной ветви от Курского вокзала до Каланчёвской. Предусмотрено строительство двух дополнительных путей, модернизация железнодорожной эстакады, проходящей через Комсомольскую площадь[130][131].
- Строительство третьего и четвёртого главного путей на участке Москва-Пасс.-Смоленская — Одинцово с реконструкцией существующих путёвого развития и пассажирских платформ и постройкой двух новых остановочных пунктов Славянский бульвар, Сколково; организация к 2019 году на линии Белорусский вокзал — Одинцово тактового движения ускоренных электропоездов по двум главным путям[132]. Запуск регулярного движения экспрессов «Спутник» по одному главному пути открыт с 21 декабря 2018 года[133].
- Строительство третьего и четвёртого главного путей на участке Москва — аэропорт Шереметьево, связка Московского центрального кольца, Алексеевской соединительной ветви и Октябрьской железной дороги с Савёловским направлением[134][135].
- Строительство транспортно-пересадочного узла «Петровско-Разумовская» на пересечении Савёловского и Ленинградского направлений. С этой целью будет перенесена на 500 м к центру действующая железнодорожная платформа Петровско-Разумовское. В составе ТПУ запланирован остановочный пункт скоростных поездов «Сапсан», Аэроэкспресс, региональных экспрессов[130].
- Строительство трёх новых остановочных пунктов на Киевском направлении — Минская, Санино и Аминьевская. От Минской (развитие станции Москва-Сортировочная-Киевская) строится соединительная ветвь между Киевским и Смоленским направлениями МЖД с четырьмя остановочными пунктами[130][131][132][136][137]
- Строительство на курском направлении двух новых остановок — Новохохловская, Остафьево — вблизи международного аэропорта «Остафьево»[131]. Строительство зонной станции Царицыно (Варшавская)[138] на пересечении курского и павелецкого направлений[130].
- Укрупнение грузовой мегастанции Люблино-Сортировочное, которая примет и грузовые вагонопотоки, прежде направлявшиеся на сортировочные станции Лосиноостровская и Перово, где в целях сокращения затрат частично консервируется инфраструктура[139][140].
- Строительство четвёртого главного пути на участке Москва-Пасс.-Курская — Железнодорожная Горьковского направления МЖД с развязкой для ответвления Реутово — Балашиха и реконструкцией пассажирских платформ[140].
- Строительство пятого главного пути на участке Ярославский вокзал — Мытищи[140].
- Организация до 2025 года новых диаметральных линий Железнодорожный — Апрелевка, Зеленоград (Крюково) — Раменское[130][131].
- Электрификация соединительных ветвей между Малым кольцом и радиальными направлениями МЖД в 2019—2020 годы[141].

Грузовой парк станции Наугольный Большого кольца МЖД после реконструкции. Октябрь 2015

- Реконструкция Большого кольца МЖД на северных участках Наугольный — Яхрома (строительство второго главного пути) и Икша — Поварово II (строительство/восстановление второго главного пути). Активные работы ведутся на участке Наугольный — Костино (второй путь, замена и строительство пассажирских платформ) и на станциях Наугольный, Жёлтиково, Костино, Иванцево (полная реконструкция путёвого развития и платформ)[132].
- Строительство в столице двух детских железных дорог — в Измайловском парке и в Новой Москве общей стоимостью 5 млрд руб. Программа «Глазами пассажира», совместная с правительством Москвы, предусматривает инвестиции 41,5 млрд рублей на реконструкцию и модернизацию пассажирских зон, тоннелей и прилегающих к железным дорогам Москвы территорий[142].
- В 2015 году в Москве начали строиться четыре терминально-логистических центра (ТЛЦ) для складирования и хранения грузов: «Ховрино», «Москва-товарная Ярославская» (рядом с платформой Северянин), «Кунцево-2» (контейнеры), «Белый Раст» (49 % акций продано китайским партнёрам). К 2021 году будут построены ТЛЦ «Ступино СЛГ» и «Можайск СЛГ»[143].

В начале 2020 года компания «РЖД» и Правительство Москвы приняли новый стандарт для сооружаемых станций МЦД. Стандарт предусматривает обязательное наличие на вновь сооружаемых остановочных пунктах надземных (конкорсов) или подземных (тоннелей) пешеходных переходов — для доступа пассажиров на станции и интеграции их с метрополитеном и городским транспортом. Также должны присутствовать навес по всей длине платформы, эскалаторы, светодиодное освещение, электронное табло, стойка экстренной связи, современные системы пожарной сигнализации и ливневой канализации, санитарные узлы, безбарьерная среда, удобства для маломобильных пассажиров и колясочников, включая лифты и кассы с пониженными подоконниками, пеленальная комната («комната матери)».

### Проекты высокоскоростных магистралей
С 2015 года велось предварительное проектирование высокоскоростной магистрали Москва — Казань с проектируемыми станциями Ногинск и Орехово-Зуево, первые 31 км линии планировались в одном створе с ныне существующими путями горьковского направления. В апреле 2019 года решением президента России В. В. Путина данный проект из-за неясности его экономической целесообразности отложен на неопределённый срок. Вместо этого возобновлено проектирование ВСМ Москва — Санкт-Петербург.
Также планировалось строительство высокоскоростной магистрали Москва — Тула как элемент перспективной ВСМ «Юг» Москва — Ростов-на-Дону — Адлер. Расстояние между Москвой и Тулой 194 км поезд ВСМ сможет преодолевать за 55 мин. Курсирующие сейчас на маршруте поезда «Ласточка» находятся в пути 2 часа.

## Начальники Московской железной дороги
- 1959 - 1978 — Леонид Анатольевич Карпов (1907 - 1989)
- 1978 - 1999 — Иван Леонтьевич Паристый (1930 - 2005)
- 1999 - 2002 — Геннадий Матвеевич Фадеев (род. 1937 г.)
- 2002 - 2009 — Владимир Иванович Старостенко (1948 - 2017)
- 2009 - 2019 — Владимир Ильич Молдавер (род. 1960 г.)
- 2019 - 2022 — Глазков Михаил Олегович (род. 1980 г.)
- 2022 - 2024 —  Танаев Валерий Фаритович(род. 1966 г.)[1]
- с декабря 2024 — Иванов Павел Алексеевич (род.1964 г.) [150]

### Биографии начальников МЖД после 2019 года

Начальник МЖД в 2019—2022 годах Михаил Глазков

Михаил Олегович Глазков родился 23 апреля 1980 года в Сочи. В 2002 году окончил Московский государственный университет путей сообщения по специальности «Организация перевозок и управление на железнодорожном транспорте», в 2010-м — Институт управления информационных технологий Московского института инженеров железнодорожного транспорта по специальности «Управление транспортным бизнесом» в формате МВА, в 2013-м — АНО "Корпоративный университет ОАО «РЖД» по программе повышения квалификации руководителей холдинга «РЖД» «Корпоративный лидер». В 2011 году Глазков прошёл профессиональную переподготовку в учреждении «Стокгольмская школа экономики в Санкт-Петербурге» по корпоративной образовательной программе холдинга «РЖД» в модульном формате Executive MBA. Мастер спорта по пятиборью, выигрывал юниорские и юношеские чемпионаты мира по этому виду спорта, сейчас увлекается триатлоном. Карьеру железнодорожника Глазков начал в 2002 году дежурным по сортировочной горке станции Ховрино. В дальнейшем Глазков работал заместителем начальника, начальником станции Москва-Пассажирская Октябрьская, начальником отдела перевозок Московского отделения Октябрьской железной дороги, первым заместителем начальника Московского территориального центра дирекции управления движением, главным инженером Московского отделения ОЖД, заместителем главного инженера ОЖД, заместителем начальника ОЖД по территориальному управлению, первым заместителем и исполняющим обязанности начальника Октябрьской железной дороги. Последняя должность Глазкова перед назначением начальником МЖД, которую он занимал с 2018 года — начальник Специального управления ОАО «РЖД», обеспечивающего воинские перевозки, литерные поезда, иные секретные и сверхсекретные перевозки. Женат, есть сын Владислав и дочь Ярослава. 28 февраля 2022 года назначен заместителем генерального директора ОАО «РЖД» — начальником Центральной дирекции управления движением.

Начальник МЖД с 2022 года Валерий Танаев в депо Подмосковная

28 февраля 2022 года начальником МЖД назначен Валерий Фаритович Танаев (род. 3 августа 1966 года в совхозе Отрадный Державинского района Целиноградской области Казахской ССР), по базовой специальности — локомотивщик. Танаев в 1995 году окончил Сибирскую государственную академию путей сообщения, в 2006 году — Омский государственный университет путей сообщения. Работу на железной дороге начал в 1986 году помощником машиниста тепловоза локомотивного депо Новокузнецк Кемеровской железной дороги. Затем работал там же машинистом тепловоза, машинистом-инструктором локомотивных бригад, главным инженером. Далее занимал должности начальника Новокузнецкого пассажирского вагонного депо, начальника локомотивного депо Новосибирск Западно-Сибирской железной дороги, главного инженера Кузбасского отделения Западно-Сибирской железной дороги, заместителя начальника Западно-Сибирской, Октябрьской железной дороги по локомотивному и вагонному хозяйствам, главного инженера Северо-Кавказской дороги.
В 2009 году назначен заместителем начальника Октябрьской железной дороги — главным ревизором по безопасности движения поездов. В июне 2011 года — начальником Октябрьской дирекции по ремонту тягового подвижного состава. С 2013 по 2017 год Танаев занимал должность главного инженера Октябрьской железной дороги. В мае 2017 года был назначен начальником Северной железной дороги. Кандидат технических наук. Женат, в семье трое детей — старший сын и две дочери.

## Структура

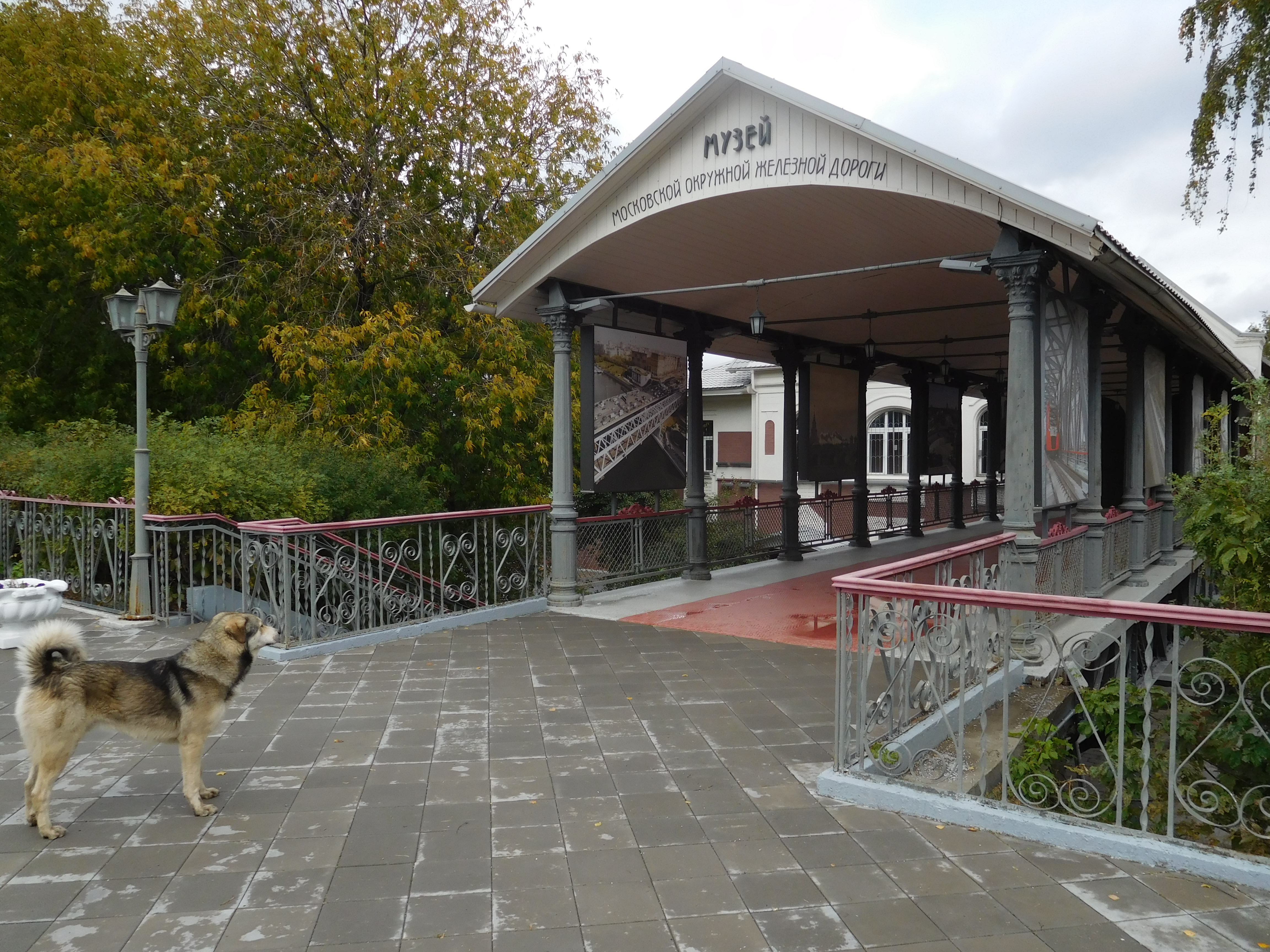
Музей Московской окружной железной дороги на станции Пресня (открыт 21 августа 2019 года)

В состав МЖД входят 8 регионов: Московско-Курский (Москва), Московско-Рязанский (Рязань), Московско-Смоленский (Москва), Тульский (Тула), Орловско-Курский (Орёл), Смоленский (Смоленск), Брянский (Брянск), Калужский (Калуга).

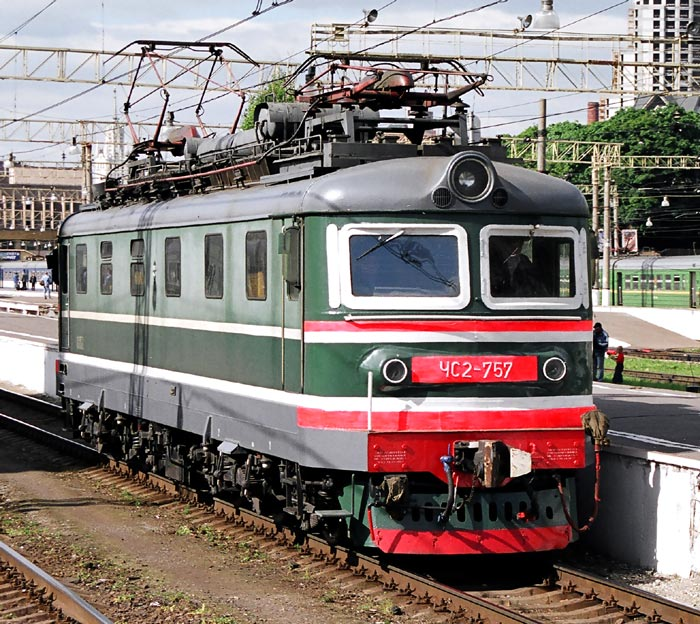
Электровоз ЧС2 на Павелецком вокзале

Железнодорожные вокзалы находятся в подчинении Московской региональной дирекции железнодорожных вокзалов (ДЖВ) — филиала ОАО «РЖД». К Московской железной дороге относятся девять вокзалов Москвы (все, кроме Ленинградского): Белорусский, Казанский, Киевский, Курский, Павелецкий, Рижский, Ярославский, Савёловский, Восточный, и восемь вокзалов в областных центрах: Брянск-Орловский, Калуга-1, Курск, Орёл, Рязань-1, Рязань-2, Смоленск, Тула-1-Курская.
Все раздельные пункты Московской железной дороги входят в центры организации работы железнодорожных станций (ДЦС), входящие в Московскую дирекцию управления движением Центральной дирекции управления движением — филиала ОАО «РЖД». Всего существуют 8 центров: Московско-Курский, Рязанский, Московско-Смоленский, Тульский, Орловско-Курский, Смоленский, Брянский, Московско-Горьковский. Московско-Рязанский был разделён на Рязанский и Московско-Горьковский приказом от 1 декабря 2011 года.
Некоторые внеклассные станции входят не в ДЦС, а напрямую в Московскую дирекцию управления движением: Люблино-Сортировочное, Бекасово-Сортировочное, Орехово-Зуево, Вязьма, Смоленск-Сортировочный, Брянск-Льговский, Рыбное.

### Депо
На полигоне МЖД находятся:

Обучение машинистов Московской железной дороги на тренажёре электровоза ЧС7

- 14 моторвагонных депо (ТЧПРИГ) — 11 на Мосузле и 3 в регионах. 13 депо входят в Московскую дирекцию моторвагонного подвижного состава (МВПС) Центральной дирекции МВПС — филиала ОАО «РЖД»[162]. Одно депо (имени Ильича) находится в аренде ООО «Аэроэкспресс».
- 15 эксплуатационных локомотивных депо (ТЧЭ). Входят в Московскую дирекцию тяги Дирекции тяги — филиала ОАО «РЖД»[163].
- 11 ремонтных локомотивных депо (ТЧР), в том числе 3 ремонтных тепловозных депо. Входят в Московскую дирекцию по ремонту тягового подвижного состава (ТПС) Дирекции по ремонту ТПС — филиала ОАО «РЖД».
- 9 эксплуатационных вагонных депо (ВЧДЭ). Входят в Московскую дирекцию инфраструктуры Центральной дирекции инфраструктуры — филиала ОАО «РЖД»[164].
- 13 вагонных ремонтных депо (ВЧДР). Входят в вагоноремонтные компании вне вертикали ОАО «РЖД»: ОАО «ВРК-1», ОАО «ВРК-2», ОАО «ВРК-3», ООО «Дальневосточная вагоноремонтная компания», ООО «Новая вагоноремонтная компания».
- 7 пассажирских вагонных депо (ЛВЧД) и 3 вагонных участка (ЛВЧ), входят в Московский филиал ОАО «ФПК».

### Функциональные подразделения
Функционируют Технологический центр управления пригородным пассажирским комплексом (с 18 июня 2012), Московский региональный центр безопасности, Диспетчерский центр управления перевозками, Ситуационный центр по принятию оперативных решений, Центр управления содержанием инфраструктуры (ЦУСИ) и его отделы мониторинга. Имеется Центр научно-технической информации и библиотек.
В Московскую дирекцию инфраструктуры Центральной дирекции инфраструктуры — филиала ОАО «РЖД» входят: 33 дистанции пути (ПЧ), 20 дистанций сигнализации, централизации и блокировки (ШЧ), 18 дистанций электроснабжения (ЭЧ), 9 дистанций гражданских сооружений (НГЧ).

В классе автотормозов Учебного центра обучения машинистов на станции Пресня. 2017 год

### Другие предприятия
- Московский колледж транспорта Российского университета транспорта (МИИТ), ведущий подготовку для МЖД работников обслуживания пути, специалистов СЦБ и других специальностей. Московский колледж транспорта Российского университета транспорта (МИИТ) в Кучином переулке в Москве

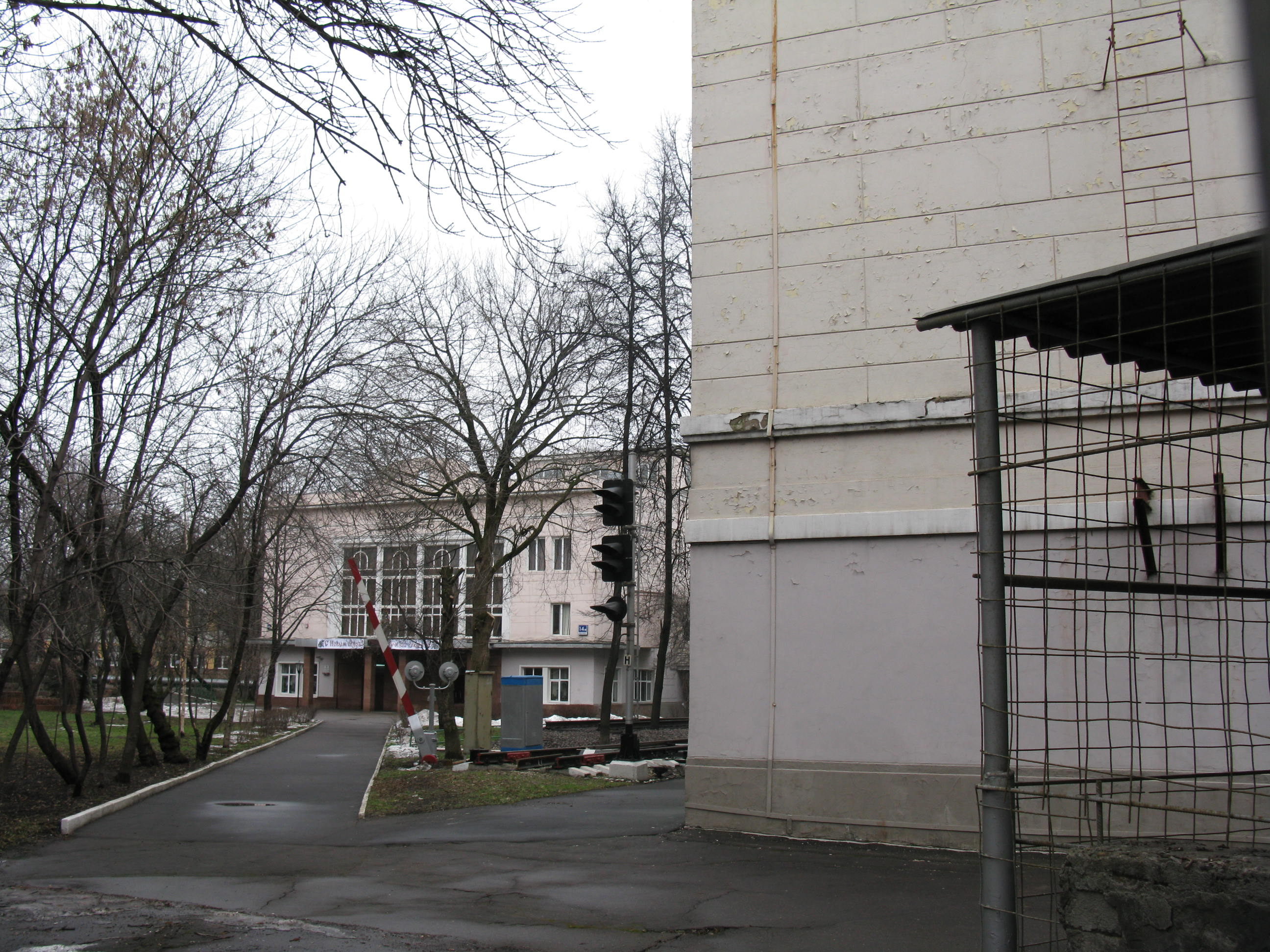
Московский колледж транспорта Российского университета транспорта (МИИТ) в Кучином переулке в Москве

- Музей Московской железной дороги — открыт в январе 2012 года рядом с Павелецким вокзалом. Ранее это был музей-павильон «Траурный поезд В. И. Ленина», где был представлен паровоз и вагон, доставившие в январе 1924 года из подмосковных Горок в Москву тело вождя[166].
- Музей Малого кольца Московской железной дороги на станции Пресня.
- Малая Московская детская железная дорога.
- Московский железнодорожник — газета (издаётся с 1877 года)[167].
- Новомосковская детская железная дорога.
- Пансионат с лечением «Берёзовая роща» (Аксаково, Мытищинский район, Московская область, построен в 1978 году)[168].

### Линии

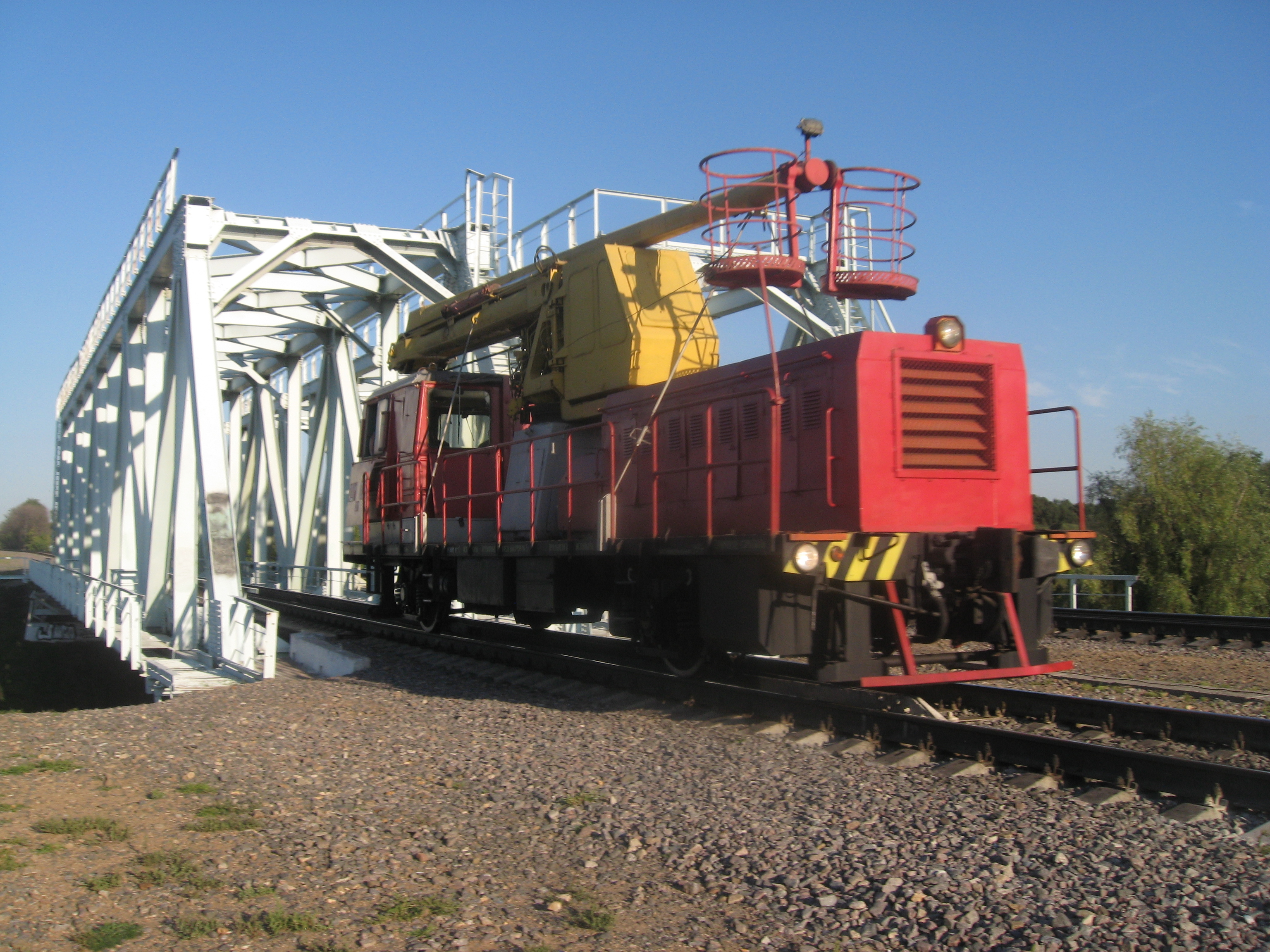
Начинается электрификация Малого кольца МЖД, 2011

Общая эксплуатационная длина путей МЖД на 1 июня 2012 года составляет 8908 км, на них расположено 1790 остановочных пунктов, в том числе 630 станций с постами ЭЦ, 242 вокзала. 83 остановочных пункта оборудованы турникетами, всего установлено 172 турникетных комплекса.
Доля электрифицированных линий составляет 60 % от общей протяжённости всех линий МЖД. Для электрификации преимущественно используется постоянный ток. Некоторые линии (Брянский узел, Сухиничи — Суземка (и далее на Украину), Вязьма — Красное (и далее на Белоруссию), Рыбное / Рязань II — Ряжск I и далее, Узуново — Павелец-Тульский и далее) электрифицированы на переменном токе 25 кВ.
Многие линии МЖД не имеют электрификации и обслуживаются тепловозной тягой (Рудня — Смоленск — Брянск — Лужки-Орловские — Верховье — Елец (с электрификацией на участке Жуковка — Белые Берега), Кривандино — Рязановка, Брянск — Унеча — Злынка (с ответвлением на Климов), Сураж — Унеча — Погар — о.п. Селецкая (с ответвлением на Стародуб), Ожерелье — Узловая — Ефремов, Голутвин — Озёры, Духовская — Ельня — Сухиничи — Козельск — Тула — Узловая — Скопин — Ряжск-2 (с ответвлением на Белёв и Тёплое), Валутино — Сошно, Сычёвка — Вязьма — Фаянсовая — Брянск — Комаричи — Льгов — Готня (с электрификацией на участке Брянск — Навля), Орёл — Арбузово (с электрификацией на перегоне Орёл — Лужки-Орловские), Верховье — Мармыжи, Глушково — Курск — Щигры — Касторная-Курская (с ответвлением на Колпны), Вязьма — Калуга-1 — Плеханово (с электрификацией на участке Полотняный Завод — Калуга-1), Саханская — Орёл, Жуковка — Клетня, Сафоново — Владимирский Тупик, Сухиничи — Фаянсовая — Рославль — Понятовка)
Доля электрифицированных железнодорожных линий в границах Большого кольца (без участка Москва-Пассажирская — Поварово-1, относящегося к полигону ОЖД), составляет 88 %.

### Подвижной состав
Эксплуатационный парк по состоянию на июнь 2012 года:
- парк электровозов — 968 единиц, тепловозов — 1132 ед. (2005 г.)
- 466 электропоездов постоянного тока
- 23 электропоезда переменного тока
- 46 рельсовых автобусов (выпускаются с 2003 года мытищинским заводом «Метровагонмаш»)

### Границы
Границы с другими филиалами РЖД определены перечнем междорожных стыковых пунктов. Границы с дорогами других стран определены перечнем межгосударственных стыковых пунктов. Московская железная дорога граничит с:
- Октябрьской железной дорогой по станции МЖД Шаховская, станциям ОЖД Осуга, Ховрино, Поварово I, Савёлово, Москва-Товарная
- Северной железной дорогой по станциям МЖД Александров, Бельково
- Горьковской железной дорогой по станции МЖД Черусти, станции ГЖД Петушки
- Куйбышевской железной дорогой по станциям МЖД Ряжск II, Кустарёвка, станции КБЖД Морсово
- Юго-Восточной железной дорогой по станциям МЖД Курск, Ефремов, Павелец-Тульский, Ряжск I, станциям ЮВЖД Елец, Касторная-Курская, Готня
- Юго-Западной железной дорогой (Украинских железных дорог) по станциям МЖД Суземка, Тёткино[укр.], Глушково, станциям ЮЗЖД Зёрново, Ворожба[укр.], Волфино[укр.]
- Белорусской железной дорогой по станциям МЖД Рудня, Красное, Сураж, Злынка, станциям БЖД Заольша, Закопытье

## Происшествия
Каждый год на полигоне МЖД от производственного и непроизводственного травматизма, несчастных случаев, самоубийств, зацепинга и прочих причин гибнет около 600 человек (в среднем 50 человек в месяц). В Москве и Подмосковье, как агломерации мегаполиса, значительно больше в сравнении с другими регионами РЖД число случаев суицида и непроизводственного травматизма на железной дороге, в том числе из-за зацепинга.
Наиболее тяжёлое транспортное происшествие, случившееся по техническим причинам на Московской железной дороге в постсоветскую эпоху, произошло 20 мая 2014 года на Киевском направлении МЖД. В 12:32 на перегоне Бекасово I — Нара в Наро-Фоминском районе Московской области сошли с рельсов 15 вагонов-платформ грузового поезда № 1484, следовавшего в сторону Бекасово I, после чего произошло столкновение со встречным пассажирским поездом № 341 Москва — Кишинёв. В результате столкновения с рельсов сошли 2 вагона пассажирского поезда, вагон № 9 был «вспорот» контейнером с вагона грузового поезда. 6 человек погибли, более 40 пострадали. Согласно выводам следственной комиссии, причиной трагедии стал «выброс пути» — искривление рельсошпальной решётки. Несмотря на необходимость закрыть движение на участке в случае выброса пути, в данном случае меры не были приняты. Следствие полагает, что железнодорожные чиновники среднего звена путевого хозяйства приняли решение провести ремонт пути, но участников движения не уведомили и движение не останавливали. По результатам расследования был уволен начальник Службы пути Московской дирекции инфраструктуры.

## Либерализация рынка тяги
Либерализация рынка локомотивной тяги — наиболее спорный и противоречивый этап реформы железнодорожного транспорта РФ, непосредственно затрагивающий эксплуатационную работу Мосузла. К 2013 году рынок локомотивной тяги в РФ почти полностью монополизирован: магистральные локомотивы в подавляющем большинстве принадлежат РЖД. Согласно Целевой модели рынка грузовых железнодорожных перевозок до 2015 года, отрасль должна начать формирование сектора частных железнодорожных перевозок. Руководство компании, ссылаясь на мировой и европейский опыт, неоднократно выступало против идеи появления на российских железных дорогах частных магистральных локомотивов и всячески старалось не афишировать их существование и эксплуатацию, вплоть до эмбарго на освещение этой темы в корпоративной прессе. 31 октября 2012 года комиссия Российского союза промышленников и предпринимателей по транспорту и инфраструктуре пришла к выводу, что распространение частных магистральных локомотивов создаёт риски неоптимального использования активов железнодорожного транспорта в условиях ограниченной пропускной способности инфраструктуры. Риски состоят в отправке поездов составностью и весом ниже предельно допустимых норм, увеличении простоев в ожидании отправления, «недозагрузке» локомотивов, увеличении одиночного пробега локомотивов в депо, нестыковке маршрутов и расписаний, других неблагоприятных последствиях, способных дезорганизовать работу сети.
Тем не менее приватные магистральные тепловозы в России существуют и с 2003 года курсируют по основным направлениям, главным образом по Московской железной дороге, Октябрьской железной дороге, Северо-Кавказской железной дороге. Частные магистральные локомотивы имеются в собственности у Globaltrans, «Трансгаранта», «Трансойла». О планах начать эксплуатацию 10 локомотивов для перевозок грузов предприятий группы НЛМК объявила Первая грузовая компания. Частные операторы добиваются либерализации рынка тяги и закрепления на законодательном уровне статуса локального перевозчика.
Одним из крупнейших операторов, эксплуатирующих на МЖД частные тепловозы, является ООО «БалтТрансСервис» (БТС, входит в холдинг Globaltrans), имеющее в собственности парк из 57 двухсекционных тепловозов серии 2ТЭ116. Тепловозы имеют отличительную сине-белую окраску и логотип БТС на борту. Данная марка локомотивов выбрана, как эффективная по своим тяговым качествам и принадлежащая к той же серии, что и используемая на Октябрьской железной дороге. Это существенно, поскольку компания БТС не имеет ни собственных депо, ни кадров локомотивных бригад, ни системы обучения и подготовки в рейс машинистов. Локомотивы парка БТС используются на замкнутых маршрутах, согласованных с РЖД. Ведут они поезда с нефтеналивными грузами, самыми дорогими и выгодными для перевозки, от крупнейшей на МЖД станции Стенькино-2 в Рязанской области в направлении морских портов на Балтике. В основном осуществляется транспортировка топливного мазута и дизельного топлива на экспорт через порты Усть-Луга, а также Таллин и Вентспилс. Плечи обращения тепловозов БТС составляют более 1000 км, в пути локомотивом управляет 5-6 локомотивных бригад. Чтобы избежать затрат на открытие по пути следования подменных пунктов для локомотивных бригад, тепловозы БТС управляются машинистами РЖД. Также в депо РЖД организована экипировка и техническое обслуживание тепловозов БТС. Сами тепловозы РЖД арендует у собственников.
Поскольку разница в тарифах на перевозку нефтеналивных грузов и угля достигает трёх-четырёхкратного размера, то экономических стимулов приобретать магистральные тепловозы для перевозки дешёвых грузов — угля, руды или песка — не существует. 25 июля 2013 года Правительство России по инициативе куратора отрасли, вице-премьера Аркадия Дворковича приняло решение сохранить монополию РЖД на рынке локомотивов до 2015 года с либерализацией на некоторых локальных, малодеятельных маршрутах.
15 октября 2013 года на совещании в Тобольске президент РФ В.Путин одобрил идею эксплуатации частных локомотивов. РЖД планирует эксперимент по допуску частных перевозчиков на отдельные участки, где им предстоит конкурс «за маршрут». В качестве пилотных предложено 12 маршрутов, пять из которых соответствуют критериям «Целевой модели»: это должен быть тупиковый участок железной дороги протяжённостью от 200 до 700 км, не ведущий к морским портам, пограничным переходам или международным транспортным коридорам.

## Инвестиции
3 июля 2012 опубликован годовой отчёт ОАО «РЖД» за 2011 год. Развитие Московского железнодорожного узла признано в документе одним из семи важнейших инфраструктурных проектов компании. Суммарные инвестиции в развитие инфраструктуры Мосузла на период до 2020 года (без учёта скоростных и высокоскоростных проектов) оценены в 423 млрд руб.
В 2018 году на развитие Московского железнодорожного узла направлено 115 млрд руб, в 2019 году — более 100 млрд руб., что составляет около 15 % инвестиционной программы РЖД от общего её годового объёма 680 млрд руб. и около трети инвестиций в строительство (348 млрд руб). В 2019 году инвестиции пойдут на ввод МЦД-1 Одинцово—Лобня и МЦД-2 Подольск—Нахабино, будут завершены проекты по развитию Горьковского, Ярославского и Смоленского направлений, проведена интеграция Ярославского и Рижского направлений с МЦК, осуществлено сокращение тактового интервала движения поездов на МЦК с 5 до 4 минут, проведён запуск на МЦК экспериментального поезда «Ласточка» в автоматическом режиме управления под контролем машиниста.

## Профсоюз железнодорожников

Памятная доска ветеранам войны — железнодорожникам Москвы в здании управления МЖД

Дорпрофжел Московской железной дороги объединяет 151 тысячу работников МЖД, дочерних и выделенных предприятий. 313 профсоюзных организаций, 121 освобождённый секретарь профкома.
Дорпрофжел МЖД — это самый крупный в России профсоюз. Его председатель — Дмитрий Шулянский (с 4 августа 2020 года).
Старейшим железнодорожником МЖД являлся бывший главный инженер дороги, впоследствии заместитель председателя Госплана СССР 102-летний Виктор Ефимович Бирюков (24 марта 1912, Рузаевка — 21 января 2015, Москва).
Всего 44 московских железнодорожника были удостоены звания Героя Социалистического Труда, к 2019 году живы двое из них — машинисты Анатолий Фролов и Юрий Чумаченко.
В 1960-х — 1970-х годах тренерская бригада ДСО «Локомотив» оказывала поддержку и содействие в период завоевания шахматной короны чемпиону мира Борису Спасскому.

## Факты

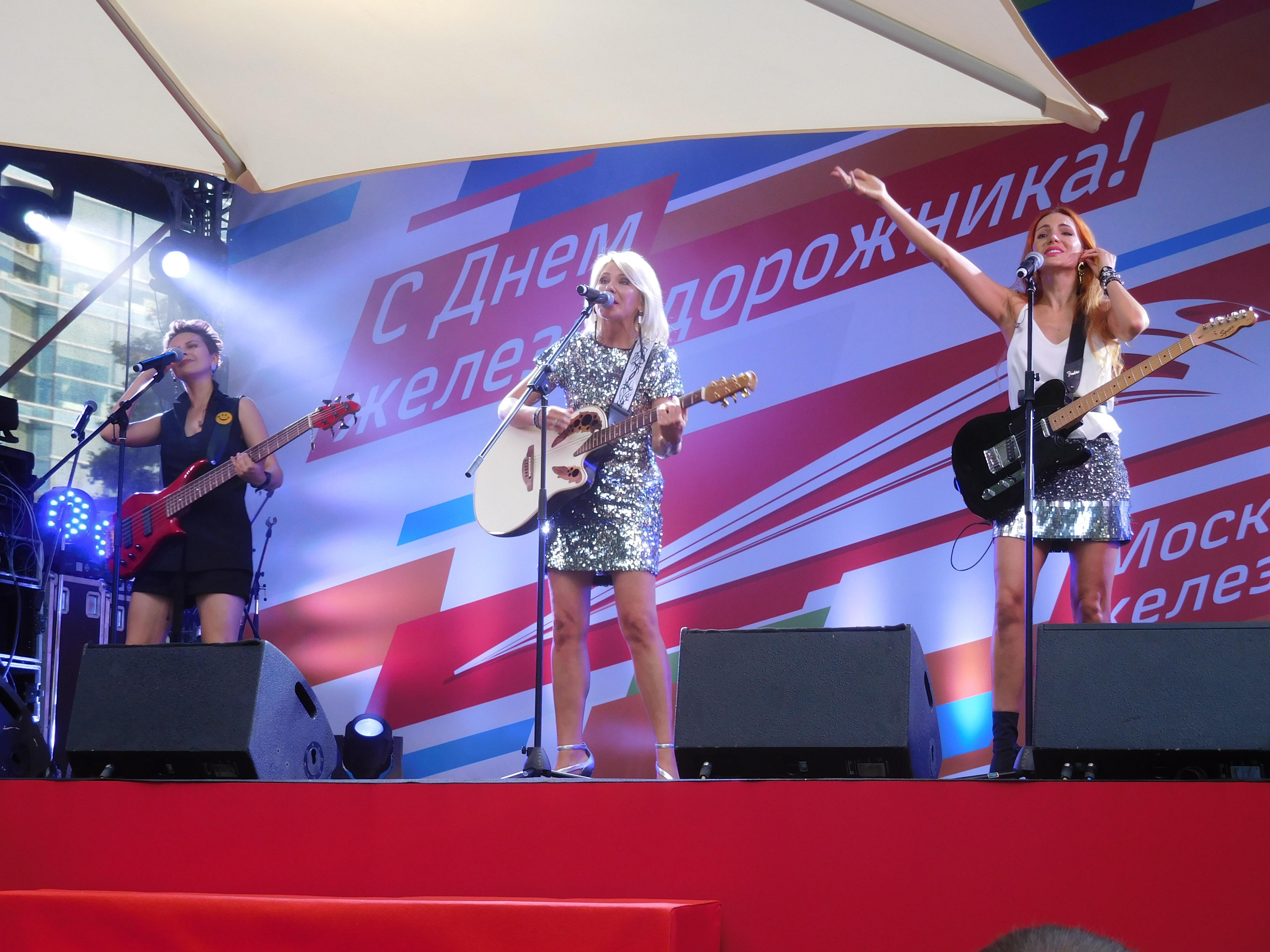
В августе 2018 года День железнодорожника отмечен в 122-й раз. Московскую магистраль поздравляет группа «Лицей»

- В 1987 году на Московской дороге стал курсировать первый на сети железных дорог СССР региональный экспресс, комфортабельный моторвагонный состав начал движение по маршруту Москва — Дубна[193][194].
- Самая крупная станция МЖД — Бекасово-Сортировочное, имеет 48 путей сортировочного парка (она также является одной из крупнейших в Европе и в мире)[195].
- В советскую эпоху, в 1979 году, стакан чая в купейном вагоне пассажирского поезда дальнего следования стоил 4 копейки, в 2019 году — 50 рублей[70].
- В 1997 году под руководством и общей редакцией начальника МЖД И. Л. Паристого трёхтысячным тиражом была выпущена первая энциклопедическая летописная книга-альбом «Московская железная дорога». Впоследствии эта книга актуализировалась и переиздавалась к юбилеям МЖД в 2009, 2014 и 2019 годах[196][197].